# Kłobuck
Kłobuck – miasto w Polsce położone w województwie śląskim, w powiecie kłobuckim, siedziba gminy miejsko-wiejskiej Kłobuck. Kłobuck leży na terenie historycznej Małopolski, w pobliżu jej granic z Wielkopolską i Górnym Śląskiem.
Kłobuck jest ośrodkiem administracyjnym, kulturalnym i gospodarczym o znaczeniu regionalnym w subregionie północnym województwa śląskiego. Położony jest w bliskim sąsiedztwie Częstochowy i jest miastem wspomagającym rozwój aglomeracji częstochowskiej.
Dawne Kłobucko było miastem królewskim położonym w końcu XVI wieku w tenucie krzepickiej w powiecie lelowskim województwa krakowskiego. W latach 1918–1939 Kłobuck wchodził w skład województwa kieleckiego, później po wojnie w latach 1945–1950 również był częścią województwa kieleckiego, a w latach 1950–1975 włączono go do województwa katowickiego. Według podziału administracyjnego z lat 1975–1998 miasto należało do województwa częstochowskiego. W wyniku reformy administracyjnej w 1999 roku włączony został do województwa śląskiego.
Według danych z 31 grudnia 2023 roku miasto miało 12 220 mieszkańców.

## Geografia
Miasto położone jest na pograniczu dwóch mezoregionów fizycznogeograficznych Wyżyny Wieluńskiej i Obniżenia Krzepickiego, będących elementami Wyżyny Woźnicko-Wieluńskiej. Kłobuck leży nad rzekami Białą Okszą i, przebiegającą częściowo wzdłuż południowo-wschodniej granicy miasta, Czarną Okszą (Kocinką) – prawymi dopływami Liswarty. Przez miasto przepływa również kilka mniejszych cieków.

### Ukształtowanie terenu

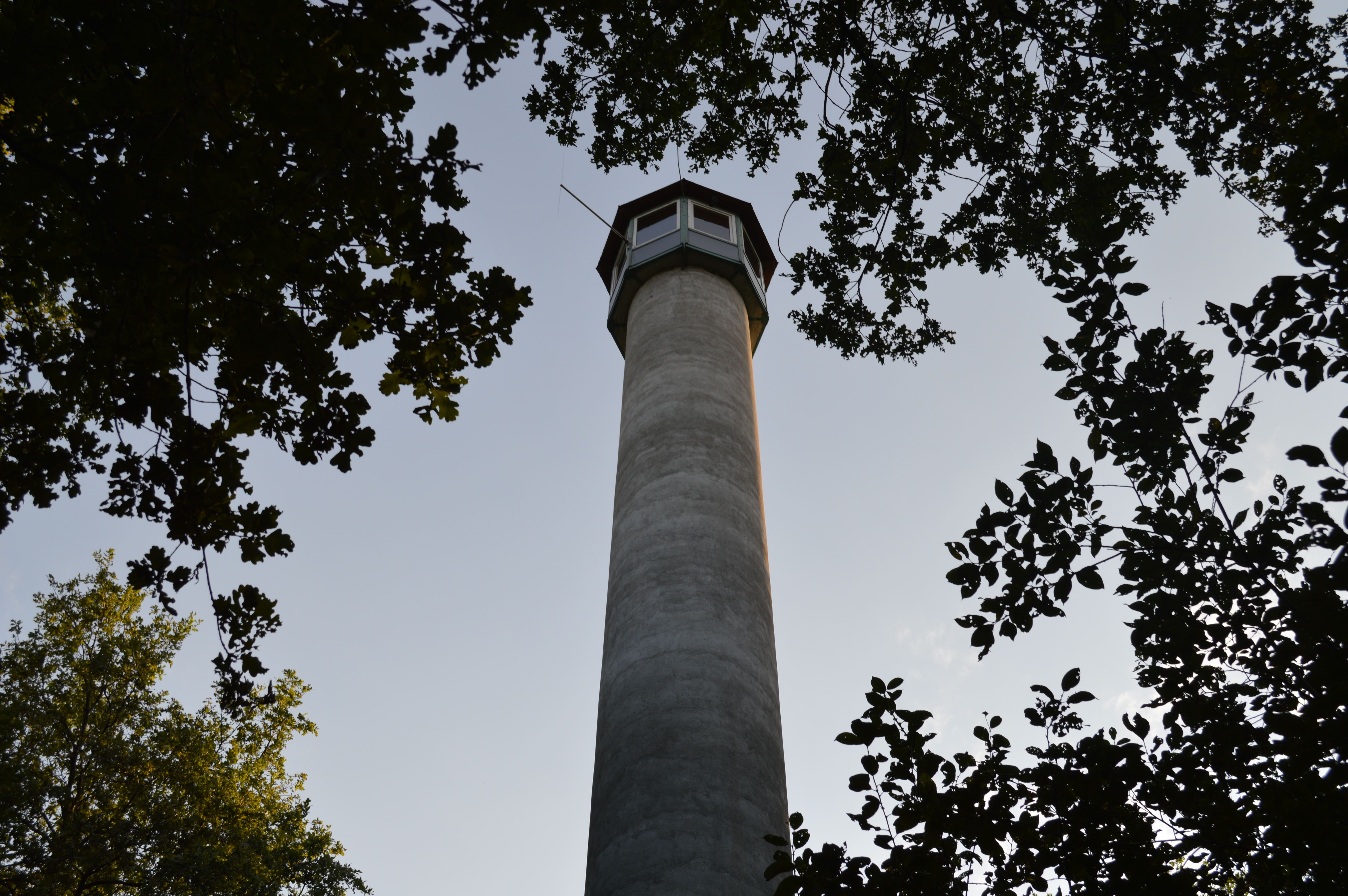
Wieża obserwacyjna na Dębowej Górze

Miasto leży na pagórkowatym fragmencie Wyżyny Woźnicko-Wieluńskiej, nazywanym Pagórami Kłobuckimi. Rzeźba terenu wykazuje cechy poligeniczne, ukształtowana została poprzez działanie lodowca w trakcie zlodowacenia środkowopolskiego i erozję rzeczną.
Większość obszaru miasta leży na wysokości od 240 do 260 m n.p.m. Najwyższym wzniesieniem na terenie miasta, mającym wysokość 284,6 m n.p.m., jest Dębowa Góra znajdująca się na południowym krańcu Kłobucka.

### Zagospodarowanie
Kłobuck zajmuje obszar o powierzchni 47,46 km². W strukturze użytkowania gruntów dominującą pozycję zajmują użytki rolne, głównie grunty orne i łąki (71% powierzchni miasta). Lasy zajmują 20% powierzchni miasta. Pozostałe 9% zajmują tereny mieszkaniowe, tereny przemysłowe, usługowe i inne tereny zabudowane, a także parki, place, drogi, chodniki, grunty pod wodami i pozostałe grunty z wyłączeniem gruntów rolnych zabudowanych a związanych z działalnością rolniczą.

### Środowisko przyrodnicze

#### Ochrona przyrody
Na terenie miasta Kłobuck w odległości 2 km na południe od śródmieścia rozciąga się rezerwat leśny Dębowa Góra. Ochronie podlegają w nim pozostałości pierwotnych lasów dębowo-grabowych porastających niegdyś okolice dzisiejszego miasta. Innym blisko położonym rezerwatem jest Zamczysko.

#### Lasy
W granicach miasta znajduje się około 900 ha lasów, będących w większości częścią otaczających Kłobuck od północy i południowego zachodu kompleksów, które w sumie zajmują powierzchnię 4576 ha. Większość lasów w mieście znajduje się pod zarządem Nadleśnictwa Kłobuck, pozostała część znajduje się w posiadaniu prywatnych właścicieli. Siedziba Nadleśnictwa Kłobuck znajduje się w osadzie Nadleśnictwo Kłobuck, nie będącej formalnie częścią miasta Kłobuck.

#### Zbiorniki wodne
W mieście brak jest większych naturalnych zbiorników wodnych. Na pograniczu sołectwa Rybno i Kłobucka znajduje się zbiornik retencyjny Zakrzew. Oprócz niego na terenie miasta znajduje się wiele mniejszych stawów rybnych. W pobliżu Kłobucka znajdują się również zalewy pełniące funkcje rekreacyjne we wsi Kamyk oraz retencyjno-rekreacyjny Zalew Ostrowy we wsi Ostrowy nad Okszą.

#### Galeria

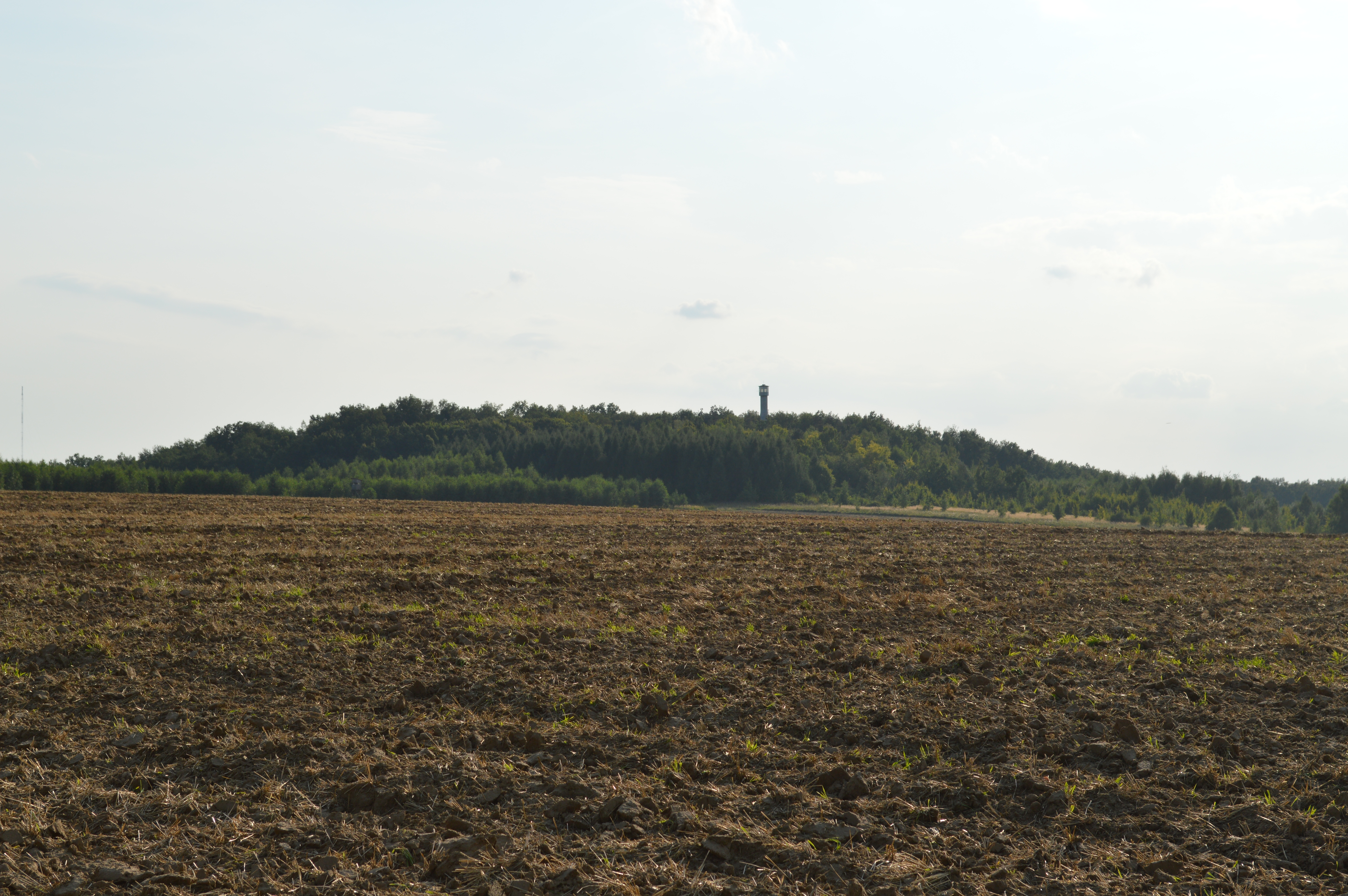
Dębowa Góra
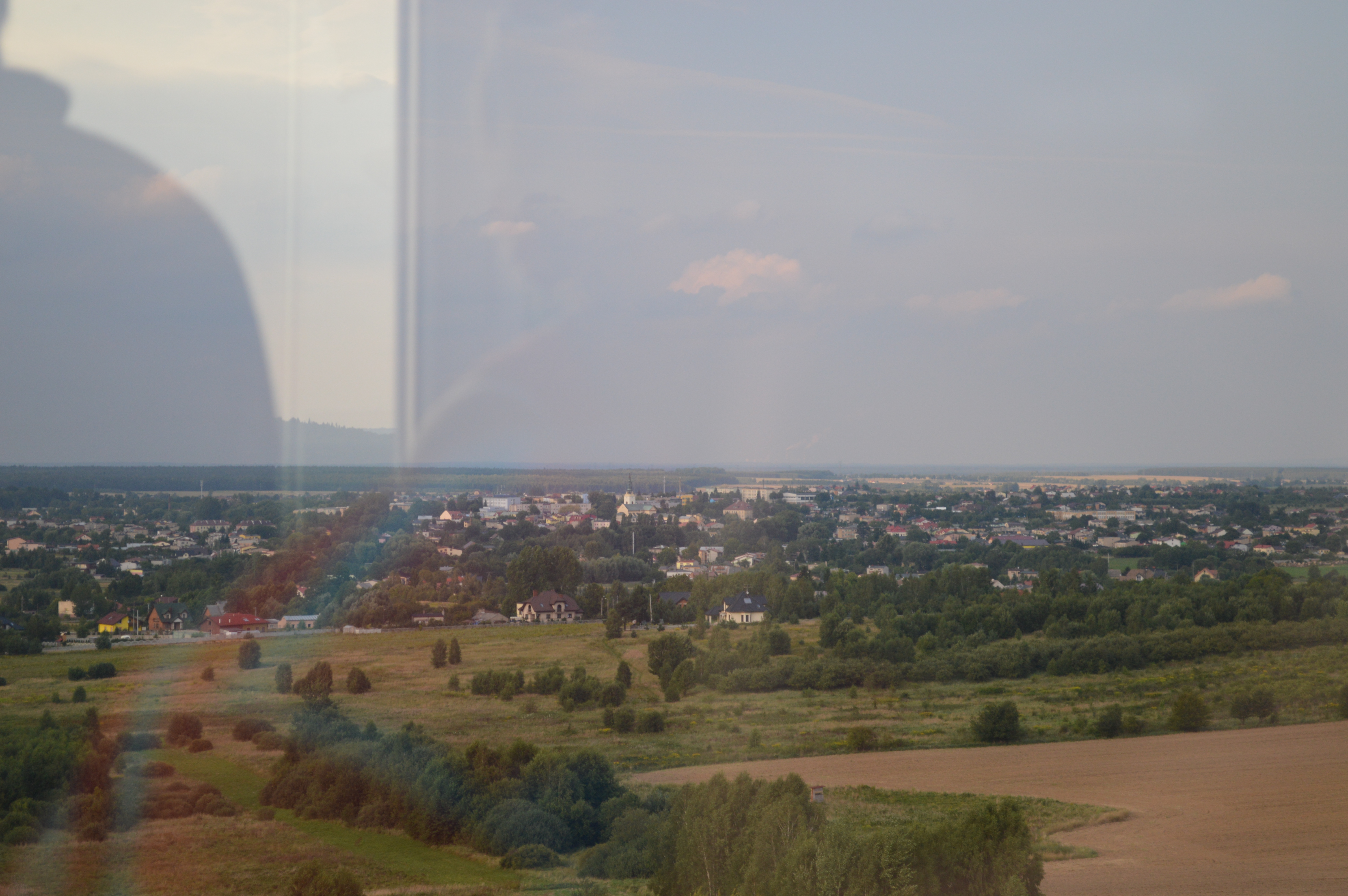
Widok na Kłobuck z wieży na Dębowej Górze
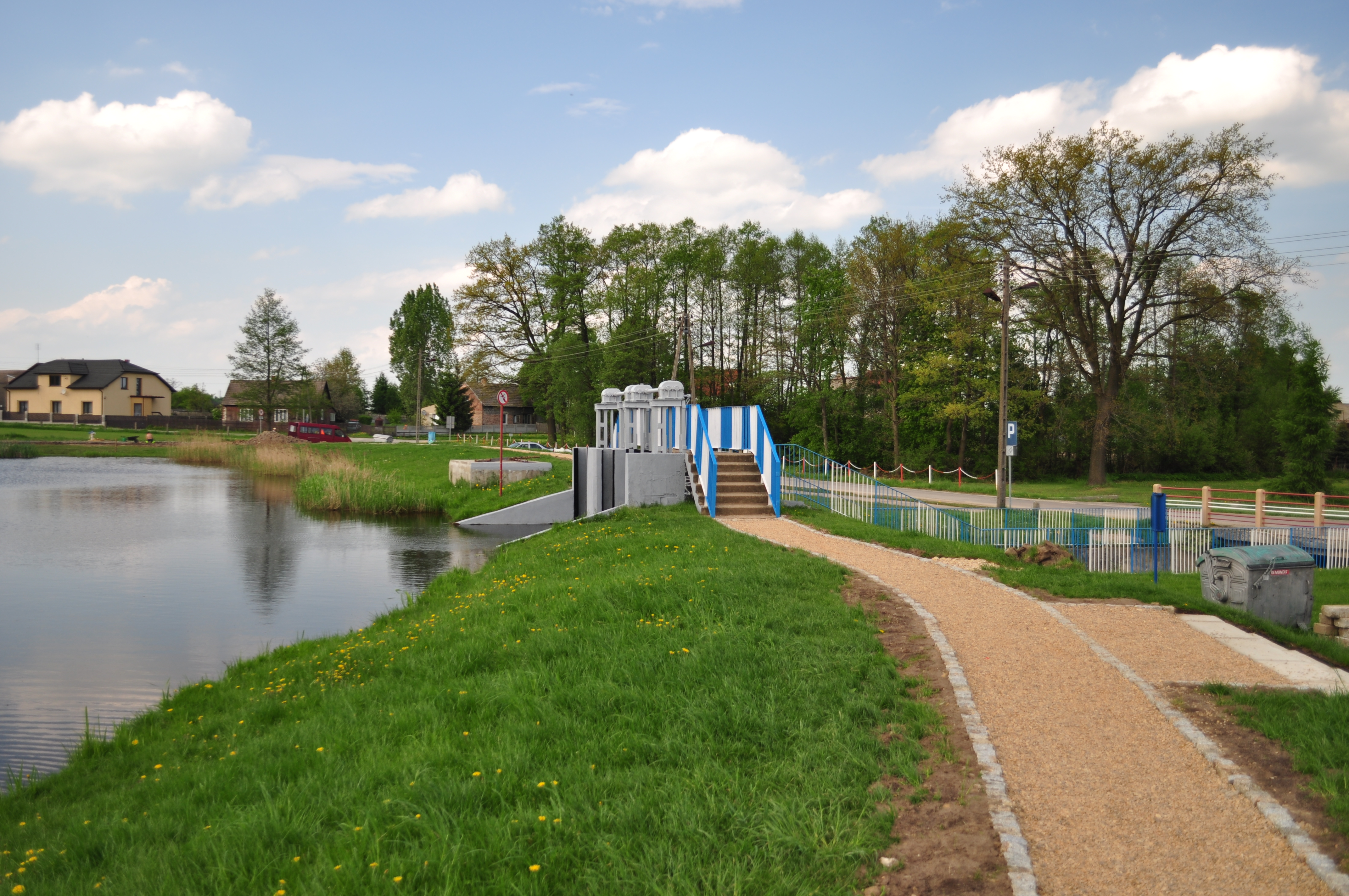
Tama Zalewu Zakrzew
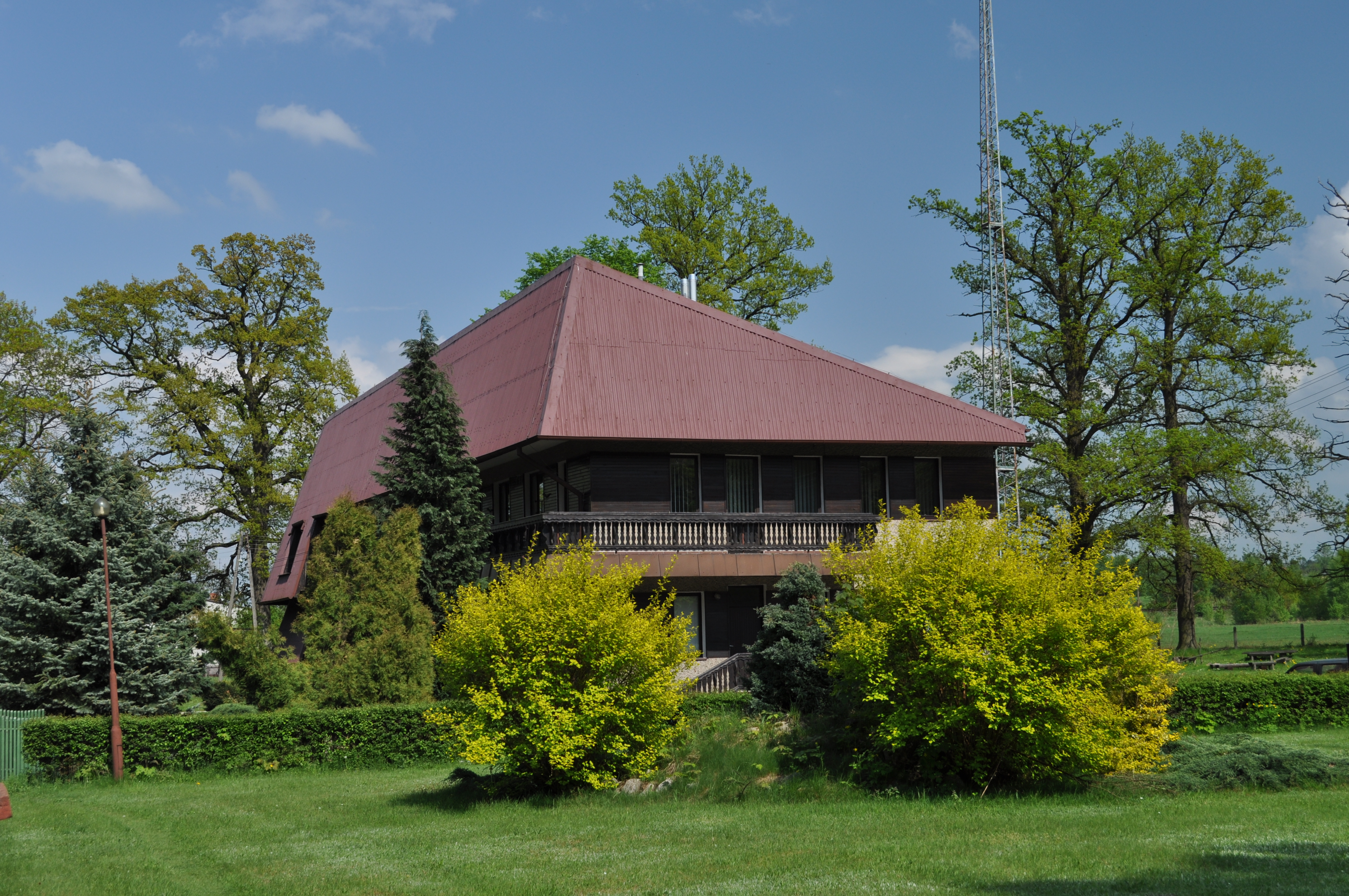
Siedziba Nadleśnictwa Kłobuck

## Demografia
Wykres liczby ludności miasta Kłobuck od roku 1622.
Liczba ludności miasta była kształtowana głównie przez jego gospodarcze wzloty i upadki. Populacja Kłobucka znacznie zmniejszyła się po II wojnie światowej, w której zginęła znacząca część, ludność żydowska. Największą liczbę mieszkańców odnotowano w 1995 roku, 14 104.
Piramida wieku mieszkańców Kłobucka w 2021 roku:

## Toponimia

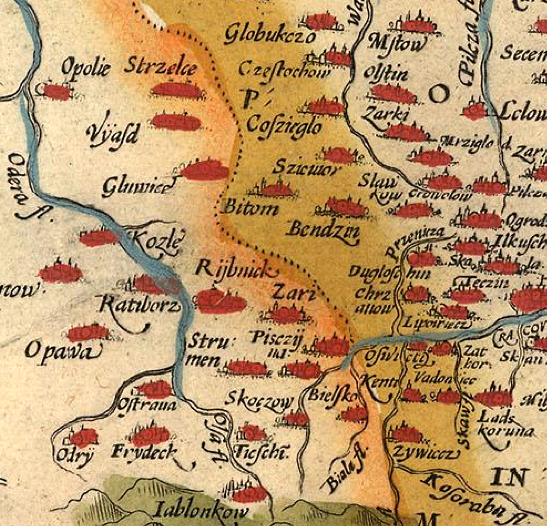
Kłobuck w granicach Korony Królestwa Polskiego jako Globukczo na mapie Wacława Grodzieckiego wydanej w 1592 roku.

Miejscowość ma metrykę średniowieczną i notowana jest od XIII. W przeszłości funkcjonowały inne odmiany nazwy miasta, między innymi: Kłobucko, Kłobuczko, Kłobuczek. W 1257 odnotowano Globsek, 1271 Klobucko, 1297 Klobuczesk, 1326 Chlobusco, 1328 Chlobuscow, 1335 Clobuscho, 1336 Clobusco, 1340 Clobusczo, 1341 Clobuczsco, 1344 Clobuczko, 1374 Globusko, 1384 Clobug, 1393 Clopuz, Clopug, 1396 Clobuszko, 1403 Klobuk, 1494 Clobuszcho, 1535 Antiqua Clobuczko, Stare Klobucko, 1564 Klobuczko, Kłobuczko, 1629 Kłobuczko, 1650 Kłobucko, 1680 Kłobuczko, 1789 Kłobuck, 1877 Kłobuck .
Nazwę miejscowości w zlatynizowanej formie Clobuczsko wymienia w latach 1470–1480 Jan Długosz w księdze Liber beneficiorum dioecesis Cracoviensis. Współczesna nazwa używana jest od przełomu XVIII i XIX wieku. Istnieje kilka hipotez dotyczących pochodzenia nazwy miasta. Większość z nich skłania się ku szukaniu jej źródła w słowie kłobuk. Żadna z wersji nie została jednak w pełni potwierdzona, z powodu wieloznaczności tego słowa na przestrzeni dziejów.
Legenda, którą zapisał Jan Długosz podaje, iż nazwa Kłobuck pochodzi od kłobuka, czyli nakrycia głowy, znalezionego w miejscu zakładanej osady i uwidocznionego w średniowiecznym herbie miasta. Z lat 1552, 1556, 1565-6 zachował się odcisk miejskiej pieczęci z herbem przedstawiającym żelazny hełm z szeroką kryzą .
Istnieje kilka teorii na temat nazwy. Pierwsza, która znalazła większe poparcie mówi że nazwa ma związek z geograficznym położeniem Kłobucka. Kłobuk w toponimii oznacza bowiem spiczasty wierzchołek, górkę, a miasto było w czasie jego lokacji najdalej wysuniętym na północny zachód w Małopolsce. Nazwa może mieć więc związek z położeniem na pagórkowatym terenie Wyżyny Wieluńskiej. Równolegle nazwę wywodzi się od nazwy osobowej Kłobuk z dodaniem przyrostkowego formantu przymiotnikowego -sk.

## Historia

### Starożytność
Jest bardzo prawdopodobne, iż przebiegała tędy odnoga najstarszego szlaku handlowego prowadzącego przez ziemie polskie jeszcze za czasów rzymskich, tzw. szlaku bursztynowego, wiodąca od wybrzeży Morza Śródziemnego przez Kraków, Kalisz do brzegów Bałtyku.

### Średniowiecze
Pograniczny charakter miasta dawał mu szanse na szybki rozwój, był jednak także zagrożeniem z powodu licznych ataków z zachodu i północy. Przez Kłobuck przebiegała  droga handlowa łącząca Małopolskę i Wielkopolskę. W okolicach Wielunia rozwidlała się ona, a jej zachodnie ramię przebiegało na zachodnią część historycznego Śląska, do Oleśnicy i Wrocławia.
W czasach piastowskich, położony wśród lasów obfitujących w zwierzynę, Kłobuck był siedzibą łowczych krakowskich zwanych kłobuckimi. Na wzgórzu w pobliżu Staromieścia istniał gród, który był rezydencją łowczych.
Pierwsza lokacja miasta miała miejsce prawdopodobnie w 1244 roku. Ówczesne miasto określane jest współcześnie jako Kłobuck Stare Miasto. Stare miasto zostało zdegradowane przed rokiem 1400. Od początku XIV wieku Kłobuck stał się miastem królewskim, które zostało założone przez króla polskiego Kazimierza III Wielkiego na prawie magdeburskim między 1339 i 1344 rokiem. Król ten nadał miastu przywileje uwalniające mieszczan kłobuckich z dotychczasowych danin, które potwierdzali następni władcy polscy kolejno w 1453 Kazimierz Jagiellończyk, 1493 Jan Olbracht, 1563 Zygmunt August, 1620 Zygmunt III Waza, 1637 Władysław IV, 1750 August III Sas i w 1778 ostatni król polski Stanisław August Poniatowski .
W 1370 Ludwik Węgierski, król Polski i Węgier, nadał Krzepice, Kłobuck i inne pograniczne grody jako lenno swemu siostrzeńcowi Władysławowi Opolczykowi. W 1396 miasto z powrotem do Korony Królestwa Polskiego przyłączył król Polski Władysław Jagiełło, który osobiście gościł w Kłobucku. Miasto otoczone było murami i wałami obronnymi wymienionymi w latach 1448, 1466, 1485, 1514. Mury zostały zlikwidowane w XVI wieku wraz z urbanizacyjnym rozwojem miasta. W 1457 miasto najechały, złupiły i spaliły wojska księcia, Jana IV oświęcimskiego  .
| Łowczowie kłobuccy                       | daty urzędowania   |
| ---------------------------------------- | ------------------ |
| Wszebor                                  | 1224-1225          |
| Buża                                     | 1228-1230          |
| Jakub                                    | 1234-1237          |
| Bogumił                                  | 1234               |
| Smył Żegocic Starza                      | 1242-1243          |
| Klimunt Mikołajowicz Lubowla             | 1250               |
| Mirosław                                 | 1268               |
| Wawrzyniec Strzeszkowicz Sulima          | 1269-1272          |
| Piotr                                    | 1273               |
| Imbram Mścigniewowicz z Witowa Lubowla   | 1286-1288          |
| Floryan Nagoda 1290                      | 1290               |
| Tomisław Nagoda z Mokrska                | 1310-1312          |
| Spicymir Leliwa Tarnowski                | 1316               |
| Mikołaj Bogorya z Bogoryi                | 1318               |
| Zbigniew z Brzezia                       | 1324               |
| Andrzej Starza                           | 1325               |
| Piotr                                    | 1331-1337          |
| Andrzej Starza                           | ponownie 1334-1337 |
| Jan Spicymirowicz Lis z Chrzelowa        | 1351-1363          |
| Andrzej Starza                           | po raz trzeci 1346 |
| Mścigniew Mścigniewowicz Lis z Chrzelowa | 1351-1363          |
| Marek ze Skrzydlnej                      | 1366               |
| Zbigniew z Łapanowa                      | 1370-1379          |

Według Jana Długosza kościół parafialny pod wezwaniem św. Marcina i Małgorzaty został ufundowany i zbudowany z kamienia w roku 1144 przez Piotra Włostowica (Dunina). Być może już wcześniej istniał tu kościół drewniany, gdyż rozległość tutejszej, pierwotnej parafii świadczy o jej bardzo dawnym utworzeniu. Kłobuck był znaczącą osadą targową jeszcze przed uzyskaniem praw miejskich. Istniała tu komora celna, o czym świadczy pochodząca jeszcze z czasów piastowskich taryfa pobieranego myta. Od dawnych czasów odbywał się w Kłobucku jarmark w dniu św. Małgorzaty (13 lipca) i prawdopodobnie drugi w dniu św. Marcina (11 listopada). Ponieważ wymienieni święci są patronami miejscowego kościoła parafialnego, można z dużym prawdopodobieństwem przypuszczać, że jarmarki te zostały ustanowione w okresie budowy i poświęcenia kościoła, a więc już w XII wieku.
W 1456 podczas wojny trzynastoletniej miasto, razem z Krzepicami wysyłało na wyprawę wojenną przeciw Krzyżakom 12 pachołków, 1 wóz i 2 łuczników. W latach 1461, 1466, 1469, 1473, 1475-76, 1478-79, 1481, 1485-86, 1491 w mieście prowadzone były księgi ławnicze . W 1471 roku w kodeksie należącym do parafii kłobuckiej zapisano cyzjojan kłobucki – średniowieczny polski cyzjojan, będący jednym z niewielu przykładów poezji świeckiej tego okresu zapisanego w języku polskim .
W połowie XVI wieku Kłobuck należał do starostwa krzepickiego. Miasto leżało na ważnym trakcie drogowym biegnącym z Krakowa przez Olkusz, Ogrodzieniec, Żarki, Częstochowę, Krzepice, Wieluń do Wrocławia i na Śląsk odnotowanym w 1454, 1477, 1530, 1570. Położenie przy ważnym szlaku komunikacyjnym skutkowało rozwojem handlu i rzemiosła. Od 1532 w mieście odnotowano liczne bractwa cechowe. W 1553 odnotowane zostały cechy: szewców, piekarzy, sukienników i rzeźników posiadających 13 jatek mięsnych, a także łaziebnika obsługującego miejscową łaźnię, młynarza posiadającego 2 młyny, piwowarów warzących piwo. W granicach miasta zanotowane zostały również 2 sadzawki rybne. W 1564 historyczne dokumenty podatkowe odnotowały, że mieszczanie płacili do miejscowego zamku łanowe, ogrodowe i stodolne. W mieście odnotowano także 12 jatek rzeźniczych w tym jedną opuszczoną, które płaciły po kamieniu łoju i 3 funty łoju smalcowego. Gorzelnicy płacili od 5 garnców gorzałczanych po 1. florenie. Opłaty uiszczała także miejscowa łaźnia, a kupcy płacili targowe od 3. jarmarków odbywających się w Kłobucku w ciągu roku. Podatki od piekarzy, szewców, prasołów i młynarzy pobierało starostwo. W tym roku w Kłobucku pracowały 2 młyny stojące na 2 stawach. Pierwszy z nich stał pod miastem i posiadał dwa koła rzeczne, jedno mielące mąkę na chleb, a drugie słód na gorzałkę i piwo. Drugi młyn był również dwukolny, mączny i słodowy  .

### Rzeczpospolita Obojga Narodów
W 1569 w wyniku unii lubelskiej miejscowość znalazła się w granicach Rzeczypospolitej Obojga Narodów i leżała w niegrodowym starostwie krzepickim w powiecie lelowskim w województwie krakowskim, które obejmowało dużą część ziemi częstochowskiej. Starostwo obejmowało oprócz miasta Kłobucka wsie: Zagórze z folwarkiem i 4 młynami, Zakrzów, Łobodno, Miedzno, Kocino, Ostrowy, Łojki, Dobra, Brzoski, Wręczyca, Grodzisko, Stara Huta, Walenczow, Biała Królewska .
Od XV do XVII wieku, Kłobuck był ośrodkiem rzemieślniczo–handlowym, w którym rozwijało się kowalstwo, sukiennictwo i hutnictwo. W 1581 w mieście dokumenty podatkowe odnotowały 4 piekarzy, 4 szewców, 2 kowali, 2 krawców, 2 rzeźników i 4 komorników .
W 1658 roku Sejm Warszawski wydzielił z części starostwa krzepickiego nowe starostwo kłobuckie ustanawiając Kłobuck siedzibą starostwa niegrodowego, które następnie nadał w wieczyste posiadanie klasztorowi paulinów na Jasnej Górze dla zapewnienia utrzymania twierdzy jasnogórskiej. Po potopie szwedzkim miasto podupadało z powodu zniszczeń odniesionych w czasie działań wojennych. W 1689 zostało prawie całkowicie spalone .

### Rozbiory Polski
W wyniku II rozbioru Polski w 1793, Kłobuck znalazł się w zaborze pruskim. Władze pruskie odebrały starostwo paulinom i włączyły je do dóbr rządowych. Po zwycięskim dla Polaków drugim powstaniu wielkopolskim jakie odbyło się w 1806 miejscowość w latach 1807–1815 znalazła się w granicach Księstwa Warszawskiego. Po klęsce Napoleona Bonapartego w 1815 decyzją kongresu wiedeńskiego Księstwo Warszawskie zostało podzielone i miejscowość znalazła się w zaborze rosyjskim. Leżała w rosyjskim Królestwie Polskim w dobrach ostrowskich znajdujących się w uposażeniu carskim .
W 1862 w mieście znajdowało się 254 domów, w tym 50 murowanych, zamieszkanych przez 2192 mieszkańców, w tym 548 wyznawców judaizmu. W latach 1870–1917 Kłobuck został pozbawiony praw miejskich stając się miejscowością o charakterze rolniczym.
Miejscowość wymieniona została w Słowniku geograficznym Królestwa Polskiego z XIX wieku, jako miasto leżące w powiecie częstochowskim w gminie Kamyk i parafii Kłobuck. W 1883 znajdowało się w nim 306 domów zamieszkanych przez 2647 mieszkańców w tym 1281 mężczyzn oraz 1366 kobiet. Miasto liczyło w sumie 3251 mórg ziemi miejskiej w tym 2416 rolnej. W miejscowości znajdował się wówczas parafialny, murowany kościół katolicki, dom schronienia dla 6 starców i kalek, szkoła początkowa, stacja pocztowa i sąd gminny okręgu III.
W 1917 Kłobuck odzyskał prawa miejskie . Miasto było jednak w opłakanym stanie.

### Okres międzywojenny
Po odzyskaniu niepodległości przez Polskę, Kłobuck został włączony do powiatu częstochowskiego województwa kieleckiego. W 1921 mieszkało tu 6382 osoby. W 1929 był tu jeden kościół katolicki i synagoga. Miasto posiadało szpital powszechny. Działał cech ślusarsko-kowalski i stolarsko-ciesielski. 

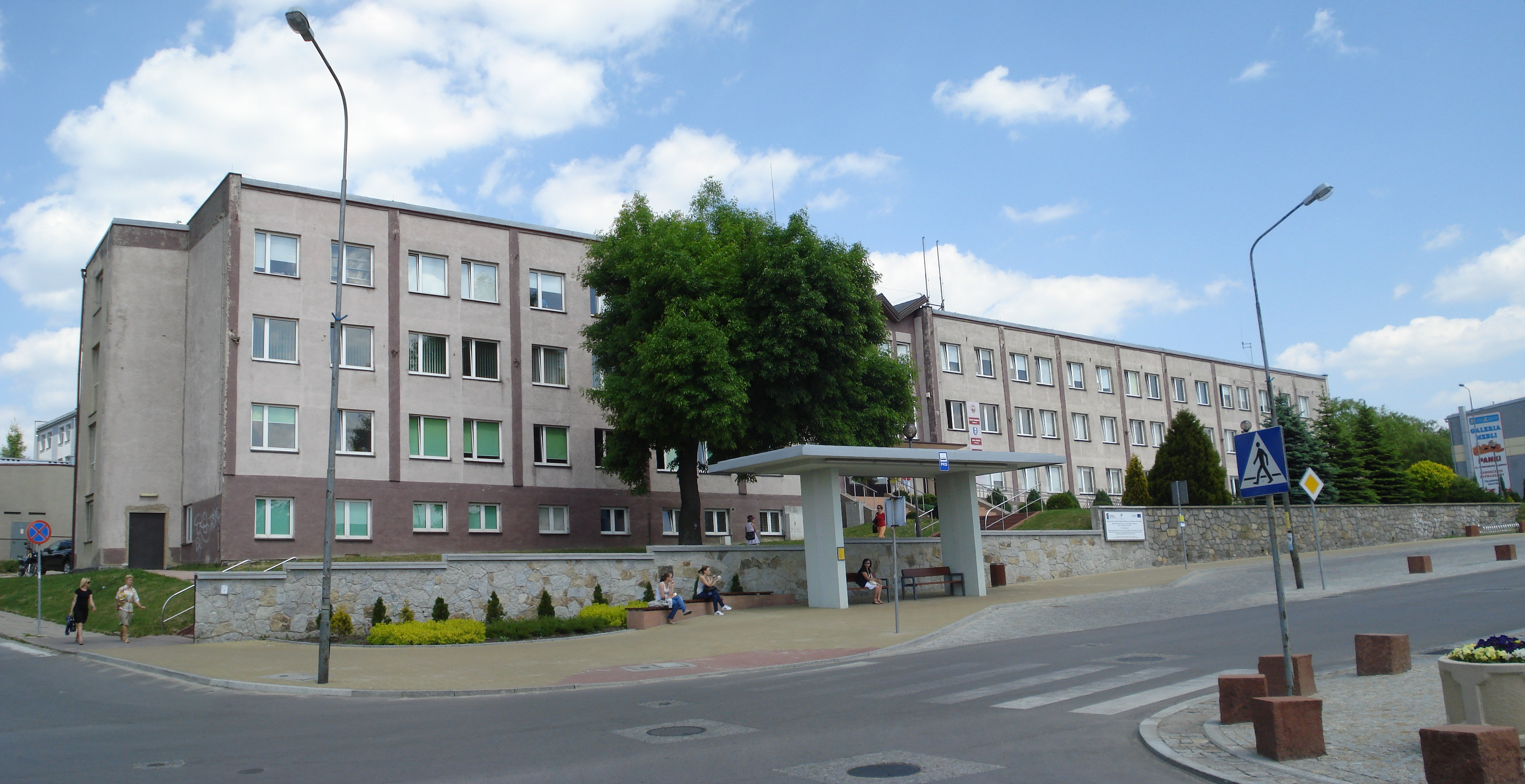
Siedziba starostwa powiatu kłobuckiego i Urzędu Skarbowego

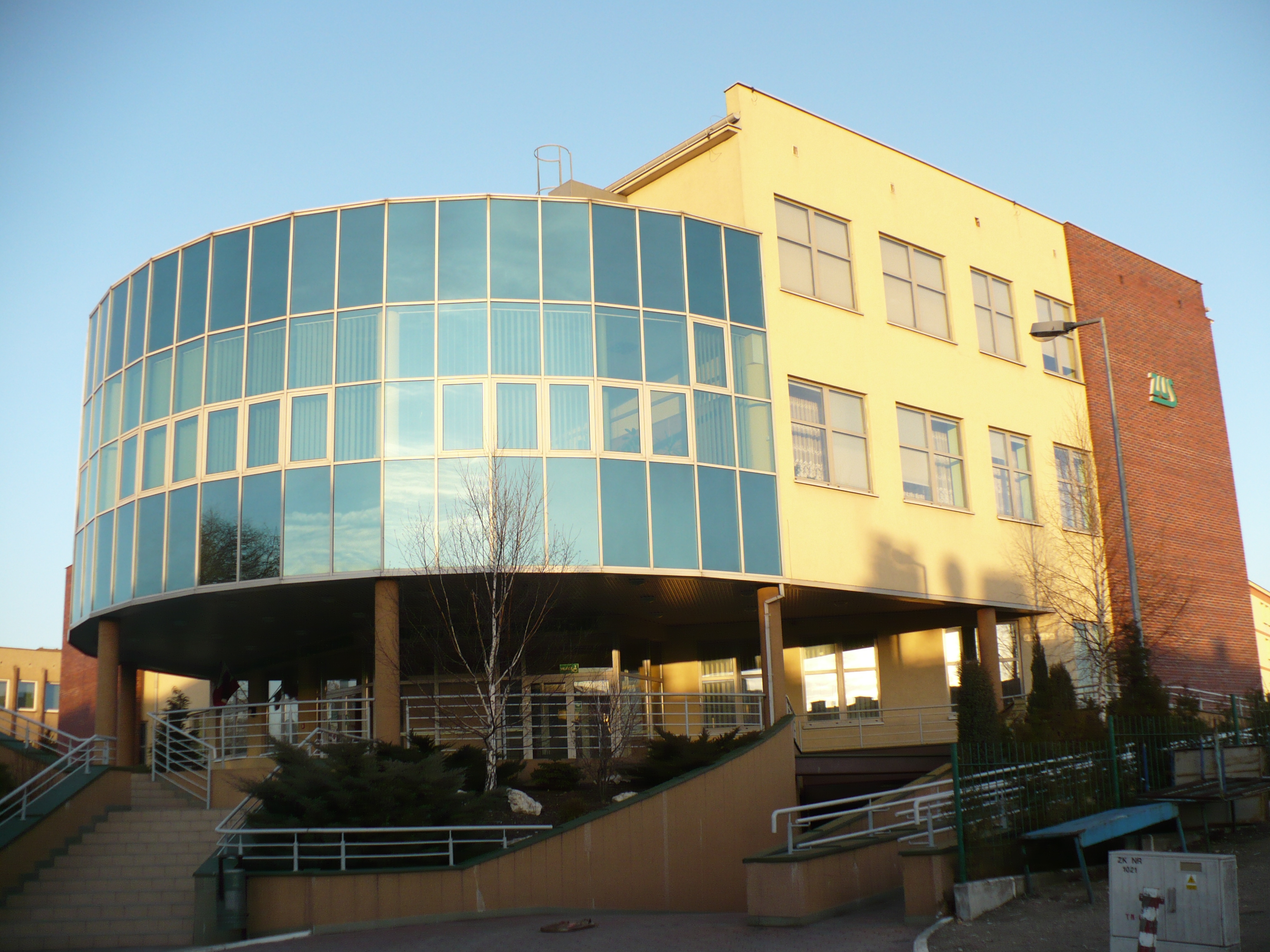
Inspektorat ZUS

W okresie międzywojennym stacjonowała w miejscowości placówka Straży Celnej II linii „Kłobucko”. Na początku lat 30. XX wieku uruchomiono w Zagórzu destylarnię żywicy. W maju 1939 roku sformowano tu batalion Obrony Narodowej „Kłobuck”.

### II wojna światowa
1 września w pobliskiej wsi Mokra, w jednej z pierwszych bitew II wojny światowej, Wołyńska Brygada Kawalerii starła się z niemiecką 4. Dywizją Pancerną. W czasie II wojny światowej Kłobuck i zachodnia część powiatu częstochowskiego w województwie kieleckim został bezpośrednio włączony do III Rzeszy (Częstochowę i pozostałą część powiatu włączono do Generalnego Gubernatorstwa). Kłobuck został włączony do Rzeszy jako część powiatu Blachownia w rejencji opolskiej w prowincji Schlesien (od stycznia 1941 roku w prowincji Oberschlesien). W 1941 roku podczas okupacji Niemcy zamierzali zmienić nazwę miasta na Klobstadt. Plany administracji nazistowskiej nie zostały wdrożone. Przed II wojną światową w Kłobucku mieszkało około dwóch tysięcy Żydów, większość z nich zginęła w trakcie wojny lub uciekła z Polski. W październiku 1941 r. Niemcy utworzyli w Kłobucku getto, w którym zgromadzili ponad ok. 1,5 tys. Żydów. Pogłoski o jego likwidacji rozeszły się 21 czerwca 1942 r., powodując wiele prób ukrycia się lub ucieczki. 22 czerwca 1942 r. część uwięzionych zapędzono do miejscowej remizy strażackiej, szczując na nich psy i strzelając do tłumu. Pozostałych przy życiu popędzono do Krzepic, a potem wywieziono do hitlerowskiego obozu zagłady Auschwitz-Birkenau. Odmienne losy stały się udziałem jedynie 35 młodych kobiet i jednego mężczyzny, których wysłano do obozu pracy w Sosnowcu, a także 7 fachowców, których pozostawiono wraz z rodzinami w Kłobucku. Wojnę przetrwało ok. 100 Żydów, ale społeczność się nie odbudowała.

### Okres powojenny
W latach 1952–1975 Kłobuck był siedzibą powiatu kłobuckiego. W 1961 liczba mieszkańców miasta wzrosła do 9133, a powierzchnia liczyła 44,30 km² .
Szybki rozwój Kłobucka nastąpił w latach 50. i 60. XX wieku kiedy to w Częstochowskim Obszarze Rudonośnym, nastąpił wzrost wydobycia syderytowych rud żelaza. Oddano do eksploatacji kopalnię „Wręczyca”, a na terenie miasta uruchomiono wiele zakładów przemysłowych takich jak Zakład Budowy Maszyn i Górnictwa „Częstochowa”, Nitron ERG i inne. Lokalna spółdzielnia mleczarska produkowała, jako jedna z nielicznych w Polsce, szampan serwatkowy. Rozpoczęto budowę nowych osiedli mieszkaniowych, a liczba mieszkańców miasta prawie się wtedy podwoiła .
W roku 1999, po reformie administracyjnej, Kłobuck został ponownie siedzibą powiatu kłobuckiego.

### Przynależność administracyjna
| Okres                 |                                                                 | Państwo                       | Zwierzchność                                | Jednostka administracyjna                                     | Status miasta                                                    |
| --------------------- | --------------------------------------------------------------- | ----------------------------- | ------------------------------------------- | ------------------------------------------------------------- | ---------------------------------------------------------------- |
| XI wiek–1244 lub 1339 | Polska                                                          | Królestwo Polskie             | Królestwo Polskie                           | ziemia krakowska / województwo krakowskie                     | Wieś Kłobuck                                                     |
| 1244 lub 1339–1356    | Polska                                                          | Królestwo Polskie             | Królestwo Polskie                           | ziemia krakowska / województwo krakowskie                     | Miasto Kłobuck                                                   |
| 1356–1370             | Polska                                                          | Królestwo Polskie             | Królestwo Polskie                           | województwo krakowskie, krzepicki okręg zamkowy               | Miasto Kłobuck                                                   |
| 1370–1391             |                                                                 | Księstwo opolskie             | Księstwo opolskie                           | krzepicki okręg zamkowy                                       | Miasto Kłobuck                                                   |
| 1391–1569             | Polska                                                          | Królestwo Polskie             | Królestwo Polskie                           | województwo krakowskie, starostwo krzepickie                  | Miasto Kłobuck                                                   |
| 1569–1658             | Polska                                                          | Rzeczpospolita Obojga Narodów | Rzeczpospolita Obojga Narodów               | województwo krakowskie, powiat lelowski, starostwo krzepickie | Miasto Kłobuck                                                   |
| 1658–1793             | Polska                                                          | Rzeczpospolita Obojga Narodów | Klasztor Paulinów na Jasnej Górze           | województwo krakowskie, powiat lelowski, starostwo kłobuckie  | Miasto Kłobuck                                                   |
| 1793                  |                                                                 | Królestwo Prus                | Królestwo Prus                              | Prusy Południowe, departament łęczycki, powiat częstochowski  | Miasto Kłobuck                                                   |
| 1793–1795             | Prusy Południowe, departament piotrkowski, powiat częstochowski | Królestwo Prus                | Królestwo Prus                              |                                                               | Miasto Kłobuck                                                   |
| 1795–1807             | Prusy Południowe, departament kaliski, powiat częstochowski     | Królestwo Prus                | Królestwo Prus                              |                                                               | Miasto Kłobuck                                                   |
| 1807–1815             | Polska                                                          | Księstwo Warszawskie          | Cesarstwo Francuskie                        | departament kaliski, powiat częstochowski                     | Miasto Kłobuck                                                   |
| 1815–1816             |                                                                 | Królestwo Polskie             | Imperium Rosyjskie                          | departament kaliski, powiat częstochowski                     | Miasto Kłobuck                                                   |
| 1816–1826             | województwo kaliskie, obwód wieluński, powiat częstochowski     | Królestwo Polskie             | Imperium Rosyjskie                          |                                                               | Miasto Kłobuck                                                   |
| 1826–1837             | województwo kaliskie, obwód wieluński, powiat częstochowski     | Królestwo Polskie             | Imperium Rosyjskie                          |                                                               | Miasto Kłobuck                                                   |
| 1837–1842             | gubernia kaliska, obwód wieluński, powiat częstochowski         | Królestwo Polskie             | Imperium Rosyjskie                          |                                                               | Miasto Kłobuck                                                   |
| 1842–1867             | gubernia kaliska, powiat wieluński                              | Królestwo Polskie             | Imperium Rosyjskie                          |                                                               | Miasto Kłobuck                                                   |
| 1867–1870             | gubernia piotrkowska, powiat częstochowski                      | Królestwo Polskie             | Imperium Rosyjskie                          |                                                               | Miasto Kłobuck                                                   |
| 1870–1916             | gubernia piotrkowska, powiat częstochowski                      | Królestwo Polskie             | Imperium Rosyjskie                          | Wieś Kłobuck                                                  |                                                                  |
| 1916–1917             | gubernia piotrkowska, powiat częstochowski                      | Polska                        | Królestwo Polskie                           | Wieś Kłobuck                                                  | Rzesza Niemiecka, Austro-Węgry                                   |
| 1917–1918             | gubernia piotrkowska, powiat częstochowski                      | Polska                        | Królestwo Polskie                           | Miasto Kłobuck                                                | Rzesza Niemiecka, Austro-Węgry                                   |
| 1918                  | gubernia piotrkowska, powiat częstochowski                      | Polska                        | Królestwo Polskie                           | Królestwo Polskie                                             |                                                                  |
| 1918–1939             | Rzeczpospolita Polska                                           | Rzeczpospolita Polska         | województwo kieleckie, powiat częstochowski | Miasto Kłobuck                                                |                                                                  |
| 1939–1945             | III Rzesza                                                      | okupacja niemiecka/III Rzesza | okupacja niemiecka/III Rzesza               | Miasto Kłobuck                                                | Prowincja Górny Śląsk, Kreis Blachstät                           |
| 1939–1945             |                                                                 | Polskie Państwo Podziemne     | Polskie Państwo Podziemne                   | Miasto Kłobuck                                                | Okręg Radom-Kielce, Inspektorat E Częstochowa, Obwód Częstochowa |
| 1945–1950             | Polska                                                          | Rzeczpospolita Polska         | Rzeczpospolita Polska                       | Miasto Kłobuck                                                | województwo kieleckie, powiat częstochowski                      |
| 1950–1952             | Polska                                                          | Rzeczpospolita Polska         | Rzeczpospolita Polska                       | Miasto Kłobuck                                                | województwo katowickie, powiat częstochowski                     |
| 1952–1975             | Polska                                                          | Polska Rzeczpospolita Ludowa  | Polska Rzeczpospolita Ludowa                | Miasto Kłobuck                                                | województwo katowickie, powiat kłobucki                          |
| 1975–1989             | Polska                                                          | Polska Rzeczpospolita Ludowa  | Polska Rzeczpospolita Ludowa                | Miasto Kłobuck                                                | województwo częstochowskie, rejon kłobucki                       |
| 1989–1998             | Polska                                                          | Rzeczpospolita Polska         | Rzeczpospolita Polska                       | Miasto Kłobuck                                                | województwo częstochowskie, rejon kłobucki                       |
| od 1999               | Polska                                                          | Rzeczpospolita Polska         | Rzeczpospolita Polska                       | Miasto Kłobuck                                                | województwo śląskie, powiat kłobucki, Kłobuck                    |

## Zabytki

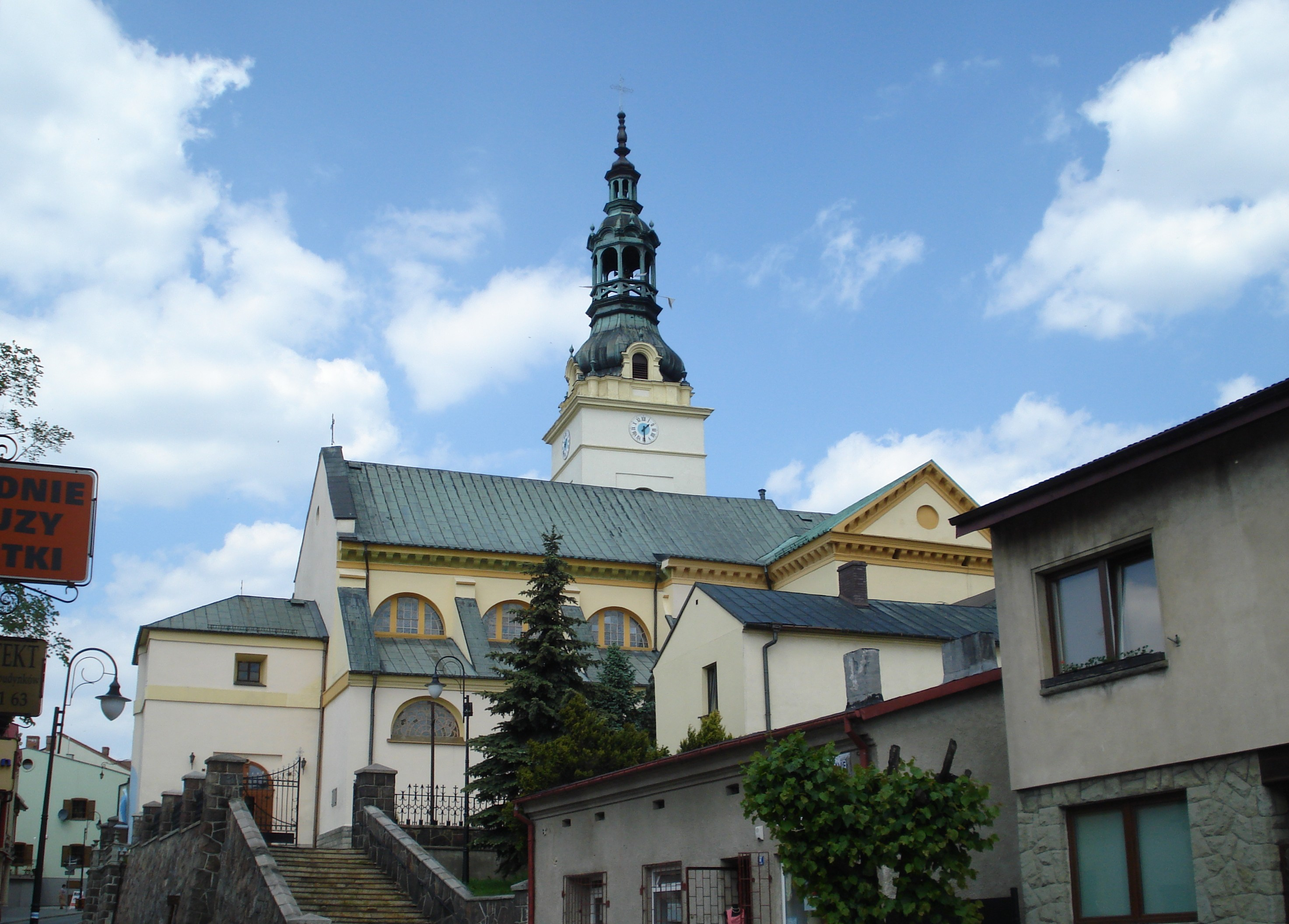
Kościół świętych Marcina i Małgorzaty

### Kościół świętych Marcina i Małgorzaty
Najważniejszy zabytek Kłobucka. Pierwotnie zbudowany z kamienia w roku 1144. Wielokrotnie trawiony przez pożary i odbudowywany. Obecnie część wybudowanego w 1476 roku, zespołu klasztornego kanoników regularnych, ufundowanego przez Jana Długosza. Siedziba kłobuckiej parafii św. Marcina od czasów średniowiecza. Bryła posiada cechy stylu gotyckiego z elementami baroku.

### Pałac w Zagórzu

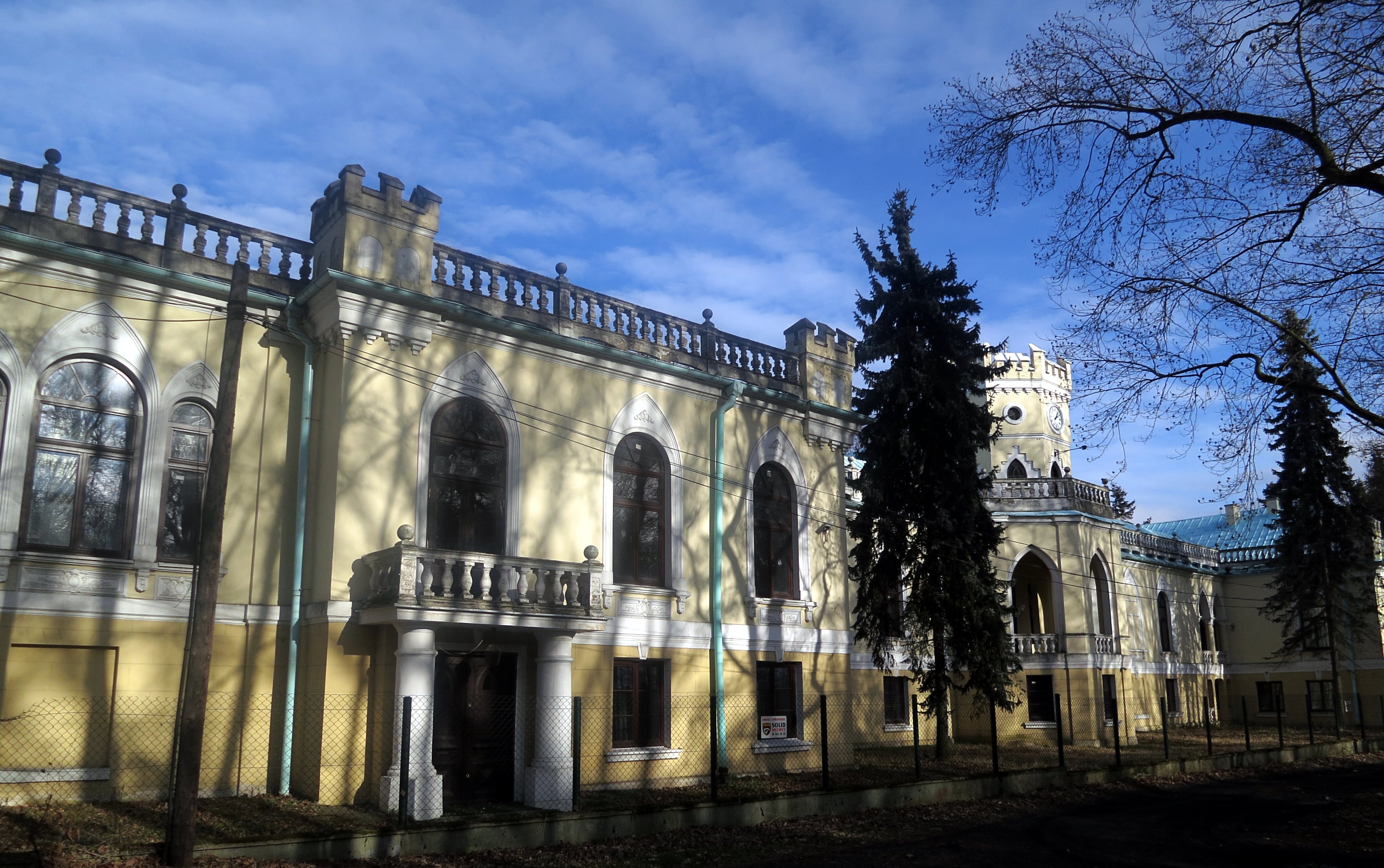
Pałac w Kłobucku-Zagórzu

Pałac w Zagórzu pochodzi z przełomu XVIII i XIX wieku i jest przykładem neogotyckiej architektury rezydencjalnej. Numer w rejestrze: 1115/69 z 27 grudnia 1969. Otaczający go park również wpisany jest do rejestru zabytków pod nr A-46/78 z 17 lutego 1978 i R/512 z 2 maja 1957. W 2004 roku rozpoczęto generalny remont pałacu, a w 2009 włączono park do programu rewitalizacji miasta. W pałacu planuje się utworzenie centrum konferencyjnego.

### Układ urbanistyczny miasta
Do rejestru zabytków wpisany jest układ urbanistyczny śródmieścia. Głównymi jego elementami są czworokątny rynek i charakterystyczna, nieregularna, siatka odchodzących od niego ulic. Numery w rejestrze: R/403/53 z 31 marca 1953, 1131/69 z 27 grudnia 1969 i A-46/78 z 17 lutego 1978. W 2009 roku rozpoczęła się rewaloryzacja rynku i przyległych ulic. Remont zakończył się w czerwcu 2010 roku. Rynek jest miejscem imprez plenerowych i spotkań mieszkańców.

### Łaźnia miejska

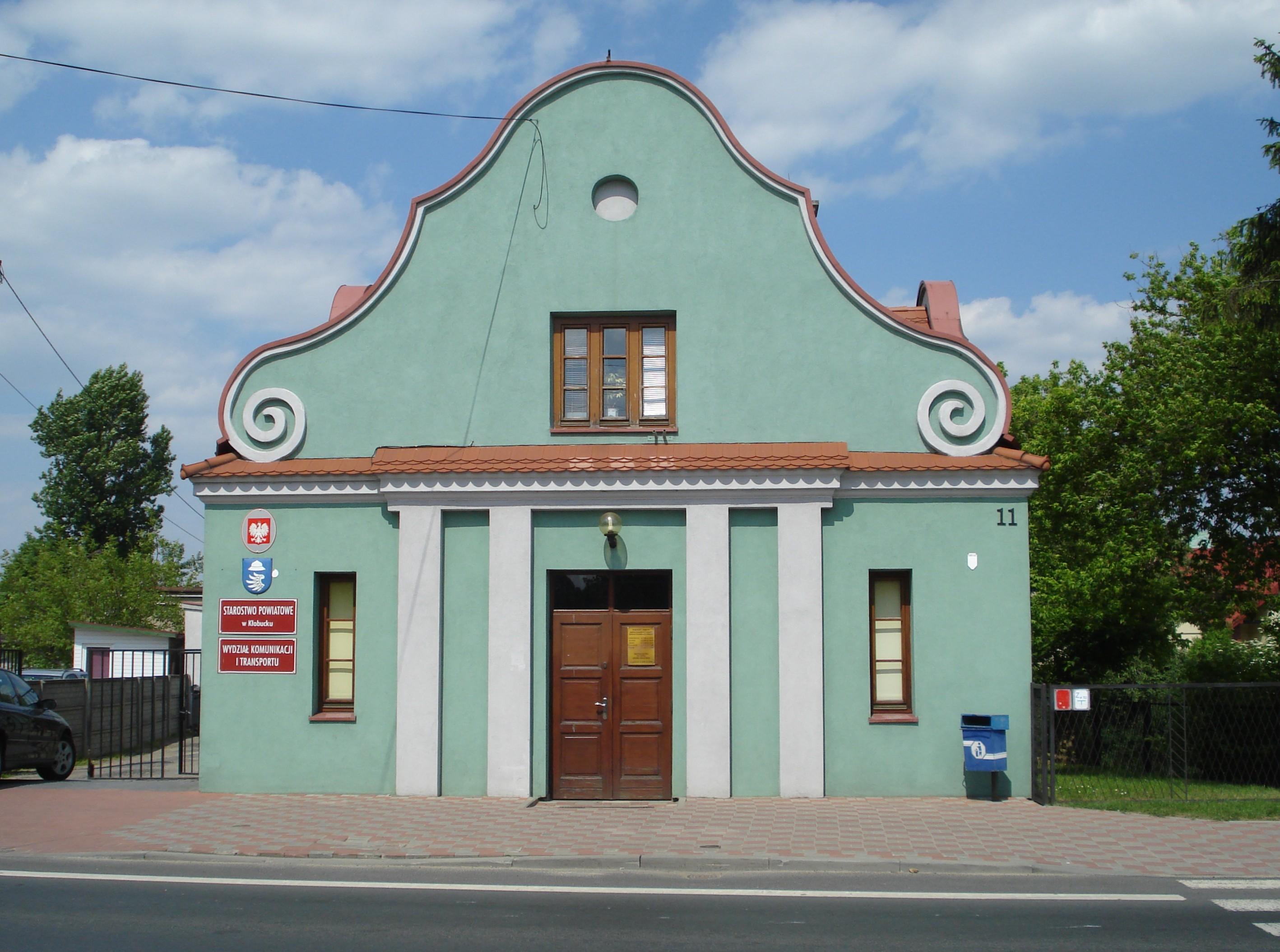
Budynek byłej łaźni miejskiej

Łaźnia miejska i obsługujący ją łaziebnik był znany w zapiskach, już w 1532 podczas lustracji miasta przez ówczesną administrację królewską .
Budynek, w którym działała łaźnia miejska, znajduje się przy ul. Wieluńskiej 11. Zbudowany został w 1930 roku. W rejestrze zabytków zapisany jest pod numerami 1116/69 z 27 grudnia 1969 i A–47/78 z 17 lutego 1978. Po przebudowie i modernizacji stał się siedzibą Wydziału Komunikacji i Transportu Starostwa Powiatowego w Kłobucku. Funkcję tę przestał pełnić w 2011 roku.

## Transport

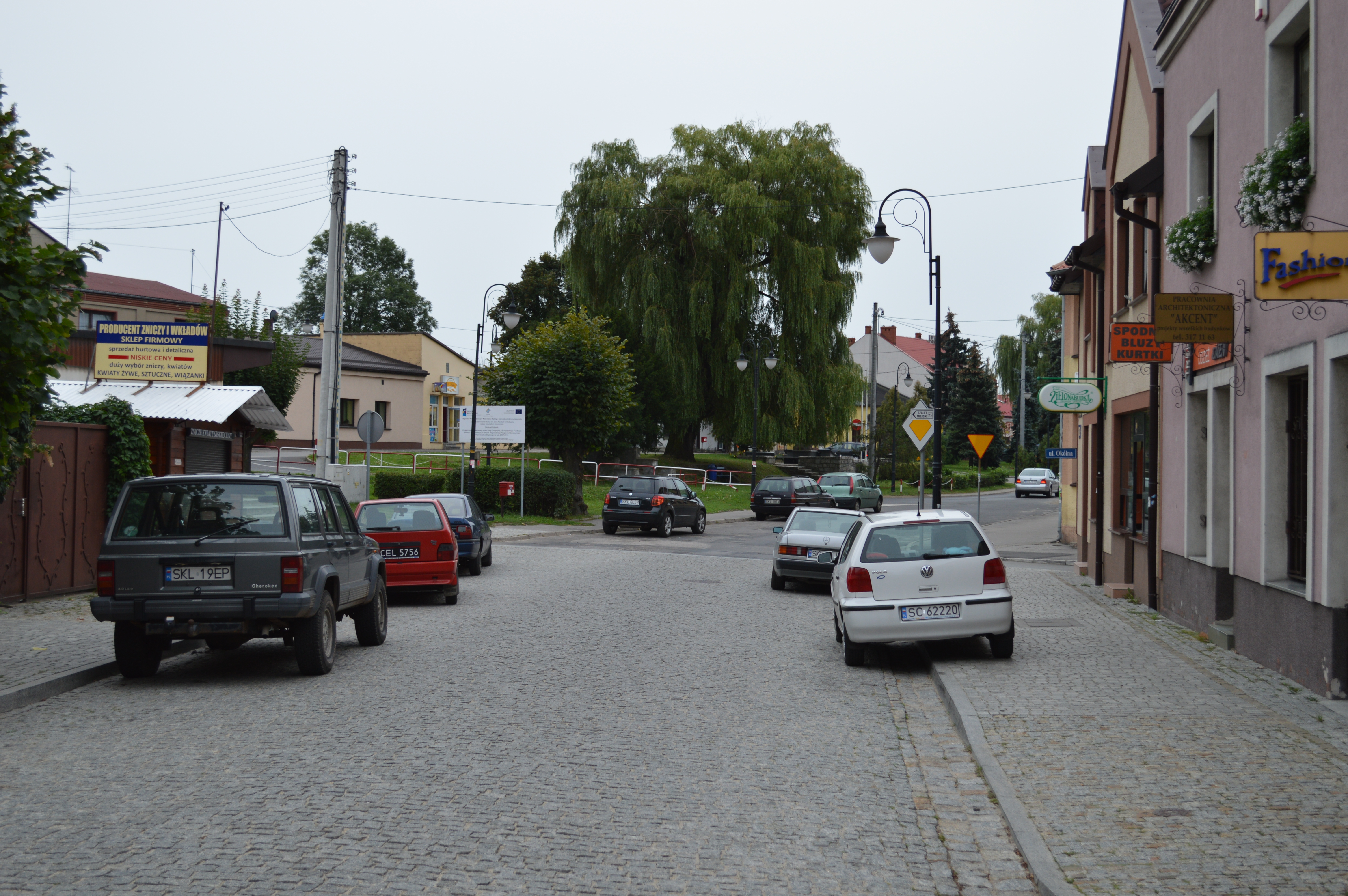
Ulica 3 maja w Kłobucku

### Infrastruktura drogowa
Przez Kłobuck przebiegają:
- Droga krajowa nr 43 łącząca Częstochowę z Wieluniem[34];
- Droga wojewódzka nr 492 biegnąca z miejscowości Ważne Młyny do Blachowni[34].

### Infrastruktura kolejowa

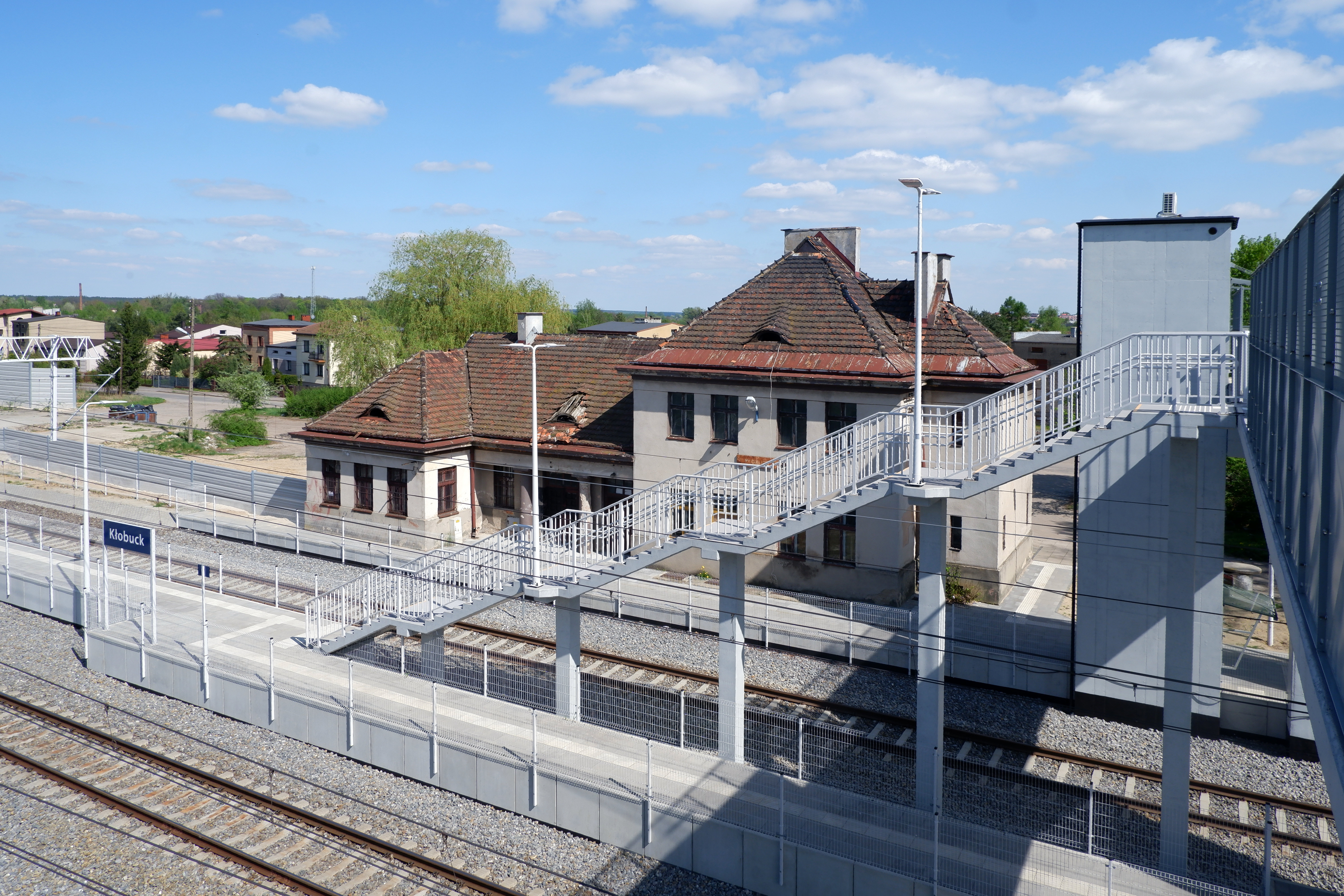
Stacja kolejowa (2024)

W mieście znajduje się czynna stacja kolejowa Kłobuck przy linii kolejowej nr 131 będąca częścią magistrali węglowej Chorzów Batory–Tczew. Linia wykorzystywana jest obecnie w większej mierze do przewozów towarowych i w mniejszej do przewozów pasażerskich. W latach 2006–2012 ruch pasażerski na tej linii był zawieszony. 9 grudnia 2012 Koleje Śląskie uruchomiły na krótko połączenia do Katowic i Tarnowskich Gór. 1 czerwca 2013 roku połączenia pasażerskie ponownie zawieszono.

### Transport publiczny
Komunikację autobusową z Częstochową i miejscowościami powiatu kłobuckiego zapewniają PKS Częstochowa – rozbudowana sieć połączeń, w tym linie podmiejskie 50 i 64, PKS Lubliniec, PKS Wieluń i inne przedsiębiorstwa prywatne np. Demex.

## Edukacja

### Szkoły średnie i zawodowe
- Zespół Szkół nr 1 im. Jana Kilińskiego; szkoła wybudowana w latach 1968–1969;
- Zespół Szkół nr 2 im. ks. Jana Długosza;
- Zespół Szkół nr 3 im. Kazimierza Kosińskiego.

### Szkoły podstawowe
- Szkoła Podstawowa nr 1 im. Władysława Sebyły;
- Szkoła Podstawowa nr 2 im. Adama Mickiewicza;
- Publiczna Szkoła Podstawowa im. św. Dominika Savio (Stowarzyszenia Przyjaciół Szkół Katolickich)[35].
- Szkoła Podstawowa nr 3 im. Jana Pawła II

### Przedszkola
W Kłobucku działa 5 przedszkoli gminnych. Przedszkole nr 4, znajdujące się na osiedlu Zagórze prowadzi oddział integracyjny.

## Gospodarka

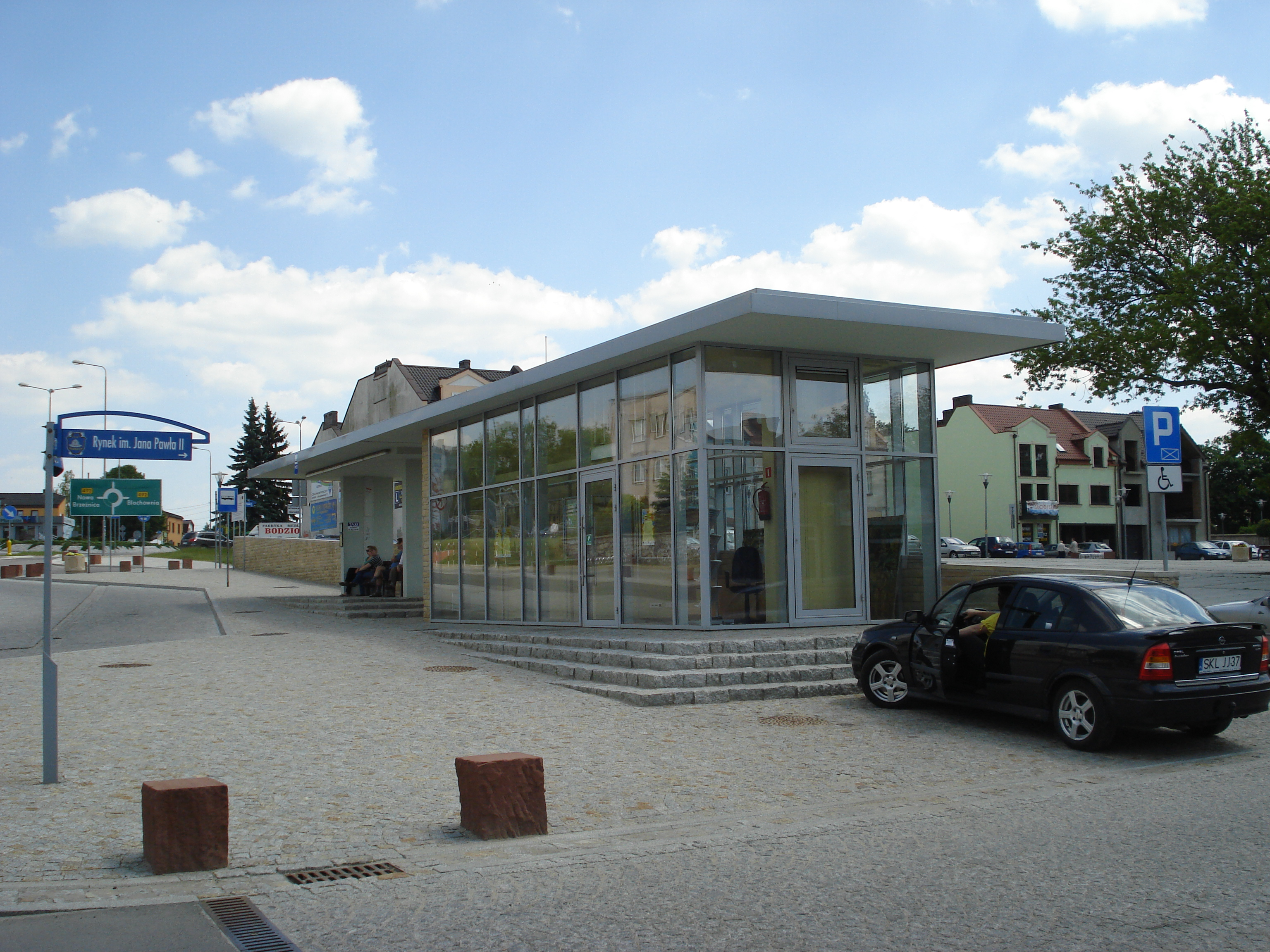
Pawilon przy kłobuckim rynku

Kłobuck swój rozwój gospodarczy zawdzięcza głównie znajdującym się w pobliżu, nieeksploatowanym już, kopalniom rud żelaza. Duża część mieszkańców prowadzi działalność rolniczą. Miasto leży w obrębie Częstochowskiego Okręgu Przemysłowego. Jest ośrodkiem miejskim o znaczeniu ponadlokalnym, wspomagającym rozwój aglomeracji częstochowskiej.
Najlepiej rozwinięte w mieście gałęzie przemysłu:
- przemysł metalowy – odlewnia metali, zakłady przetwórstwa metali
- przemysł chemiczny, przetwórstwo tworzyw sztucznych – Südpack (wcześniej Bahpol), Honasco (wcześniej ERG Kłobuck)
- przemysł spożywczy – piekarnia produkująca uznany za produkt regionalny chleb kłobucki, Cymes
- produkcja obuwia – OLIP Polska, Embis, Łukasz
- przemysł drzewny – 2 tartaki
- inna produkcja – Schultz Seating Poland, Drewbet, Riko

## Kultura
Działalność kulturalna mieszkańców miasta koncentruje się w Miejskim Ośrodku Kultury. Ośrodek został uruchomiony w 1972 roku. Od 1991 odbywa się tu Jurajski Festiwal Tańca Freestyle. Od wielu lat również działają: Klub Tańca Towarzyskiego „Pionier” i Klub Tańca Nowoczesnego „Ciało i Ruch”, które posiadają na swoim koncie wiele sukcesów. Przy ośrodku kultury działa kilka zespołów muzycznych wykonujących muzykę ludową i tradycyjną.
Od 2001 roku w drugiej połowie września organizowane są Dni Długoszowskie, podczas których odbywa się szereg wykładów, imprez kulturalnych, sportowych i festynów.
Najbardziej znanym zespołem muzycznym pochodzącym z Kłobucka jest Cała Góra Barwinków, wykonujący muzykę reggae i ska. Od 1997 Miejski Ośrodek Kultury wspólnie z kłobuckim zespołem Murphy Blues organizują festiwal Blues nad Okszą.

### Pomniki i miejsca pamięci

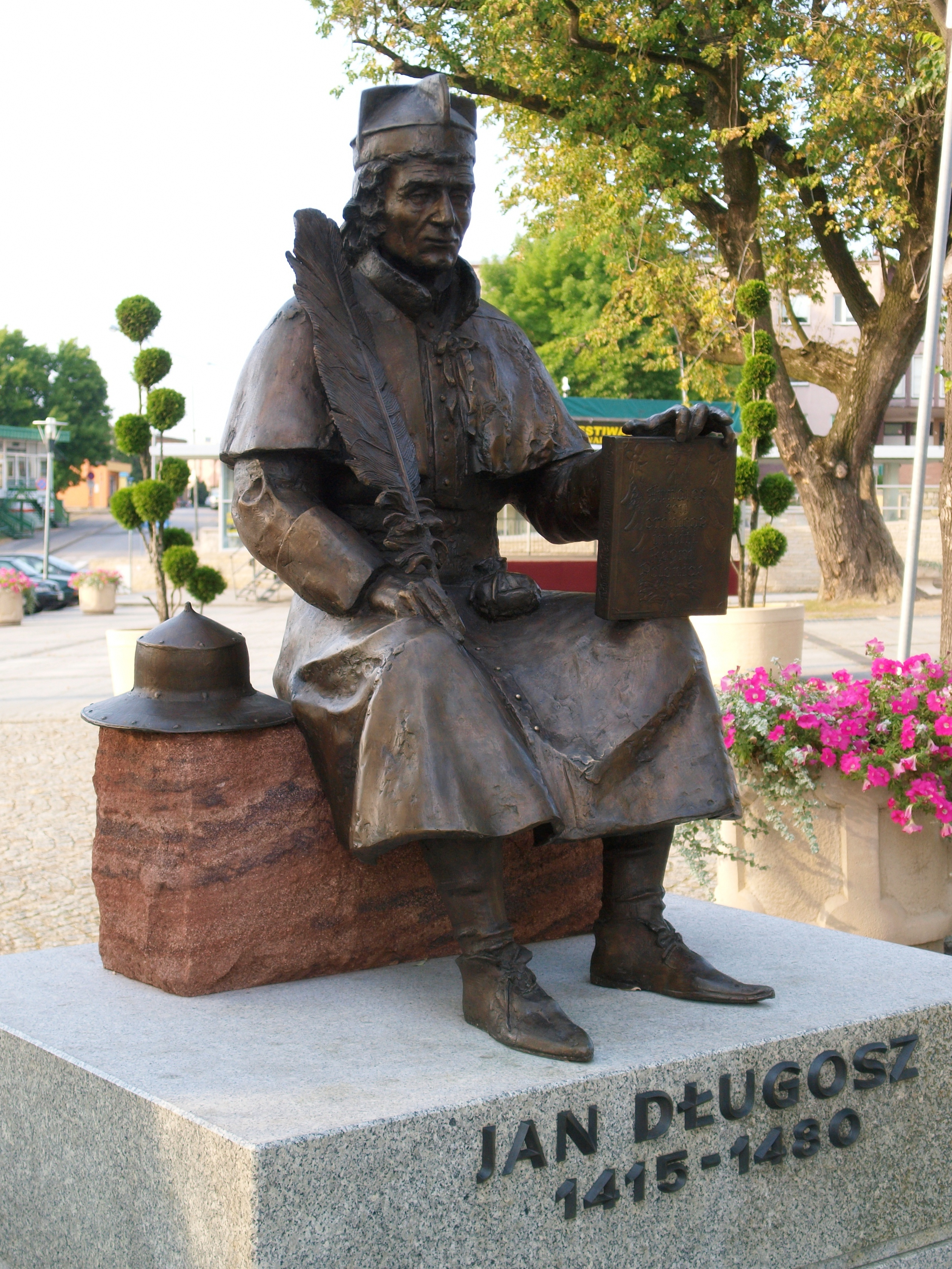
Pomnik Jana Długosza w Kłobucku. Autorem rzeźby jest Jerzy Kędziora.

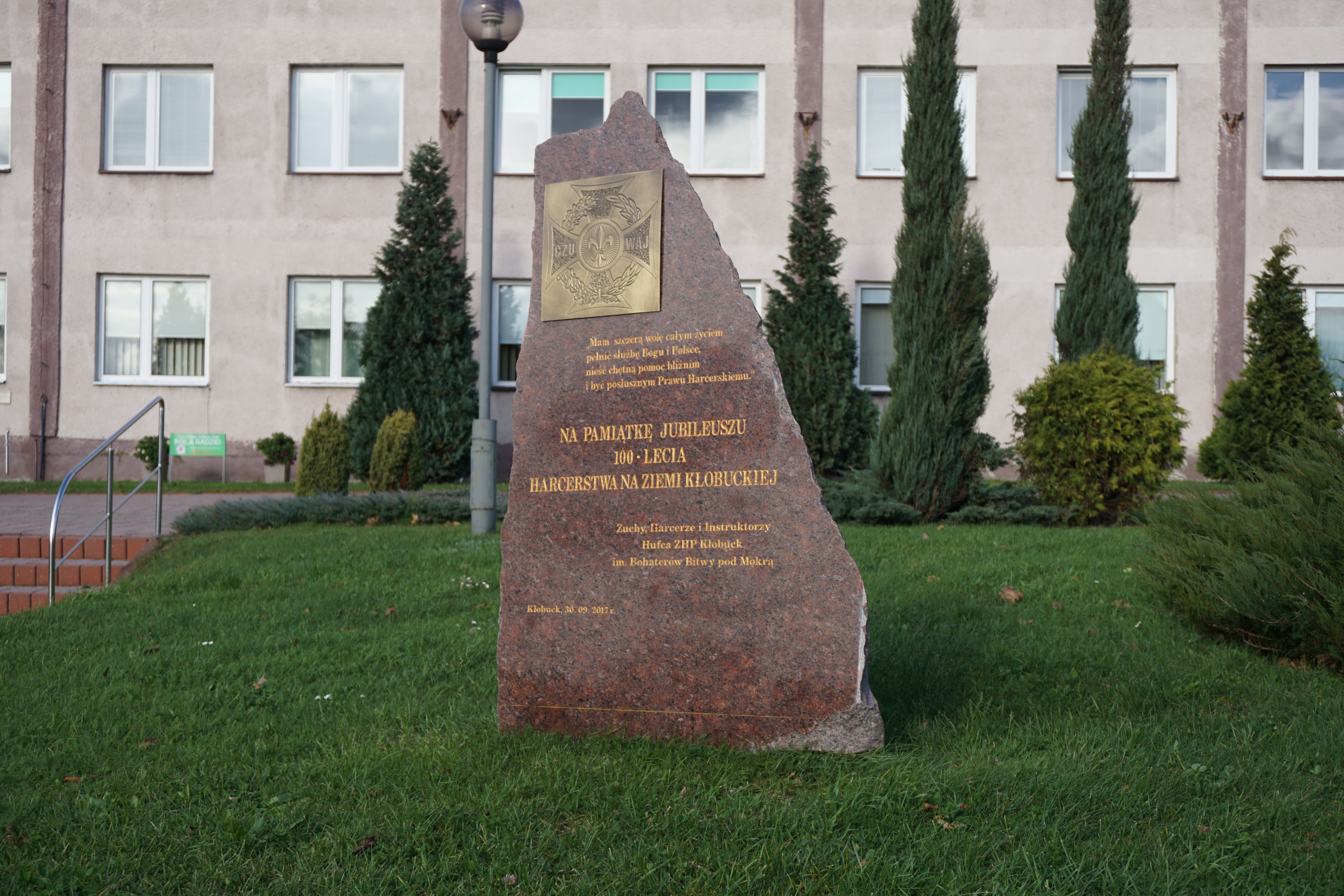
Głaz pamiątkowy ustawiony z okazji jubileuszu harcerstwa na ziemi kłobuckiej.

W Kłobucku znajdują się następujące pomniki i miejsca pamięci:
- tablica, przy Szkole Podstawowej nr 2, upamiętniająca nauczycieli: Daniela Stępnia, Józefa Rychlewskiego i Mariana Caremza poległych na polach chwały i w obozach koncentracyjnych w czasie II wojny światowej;
- głaz z tablicą upamiętniający Władysława Sebyłę, poetę, żołnierza, więźnia Starobielska który został zamordowany w Charkowie, w kwietniu 1940 roku; głaz odsłonięty w 80. rocznicę jego urodzin w pobliżu Miejskiego Domu Kultury;
- pomnik „Matki Polki” znajdujący się na pasie zieleni przy ulicy 3 maja;
- kapliczka słupkowa z grobem nieznanego powstańca styczniowego, stojąca przy ulicy 11 listopada, w sąsiedztwie budynku nr 19;
- tablica upamiętniająca Józefa Piłsudskiego i 71. rocznicę odzyskania niepodległości przez Polskę, znajdująca się przy kościele św. Marcina i Małgorzaty;
- pomnik Jana Długosza, odsłonięty 20 września 2015 na rynku; autorem rzeźby wykonanej z brązu jest Jerzy Kędziora[38];
- głaz upamiętniający ukoronowanie obrazu Matki Bożej Kłobuckiej;
- głaz ustawiony na pamiątkę jubileuszu stulecia harcerstwa na ziemi kłobuckiej;
- liczne groby poległych w walkach o wolność ojczyzny, w tym groby zbiorowe i grób nieznanego żołnierza, znajdujące się na cmentarzu parafialnym przy ul. Częstochowskiej.

### Prasa
W mieście ukazują się i mają swe redakcje następujące czasopisma:
- Tygodnik Powiatowy – kłobucki dodatek Dziennika Zachodniego;
- Gazeta Kłobucka – tygodnik regionalny[39];
- Nowiny Kłobuckie – dwutygodnik regionalny[40].

Ważniejsze informacje z Kłobucka publikuje również częstochowski dodatek Gazety Wyborczej.

## Sport

### OSiR Kłobuck
W mieście działa Ośrodek Sportu i Rekreacji Kłobuck. Prowadzone są w nim następujące sekcje sportowe:
- sekcja tenisa stołowego
- sekcja siatkówki
- sekcja koszykówki
- sekcja pływacka „Delfin Kłobuck”.

Dysponuje on następującymi obiektami sportowymi:
- 25 metrową krytą pływalnią
- stadionem piłkarskim
- boiskami treningowymi, w tym otwartym 2 maja 2012 boiskiem, powstałym w ramach programu Orlik 2012
- halą sportową
- kortami do tenisa ziemnego

### Piłka nożna

#### Znicz Kłobuck
Na stadionie OSiR Kłobuck rozgrywa mecze klub piłkarski Zalchem Znicz Kłobuck. W 1946 roku powstały w mieście dwa kluby – LZS Kłobuck i Zryw Zagórze. Trzy lata później, w 1949 roku zespoły te dołączyły do federacji Ludowych Zespołów Sportowych i przystąpiły do rozgrywek Częstochowskiego oddziału Polskiego Związku Piłki Nożnej. Na przełomie 1958/1959 roku LZS Kłobuck stracił swoją siedzibę, która znajdowała się na skrzyżowaniu ulic 3 Maja i Wieluńskiej. Na jej miejscu powstał dom towarowy. Równocześnie nastąpił rozkład drużyny LZS Kłobuck. Działacze obydwu zespołów postanowili połączyć siły i utworzono zespół pod nazwą LZS Znicz Kłobuck.
W sezonie 2025/2026 występuje w IV lidze grupie śląskiej.

#### Pozostałe drużyny
W mieście działa również kilka amatorskich drużyn piłkarskich rozgrywających spotkania zarówno klasycznego futbolu, jak i halowej piłki nożnej w ramach Amatorskiej Ligi Halowej Piłki Nożnej w Kłobucku. Spotkania tej ligi odbywają się w hali sportowej szkoły podstawowej nr 3 w Kłobucku.

### Piłka siatkowa
Rozgrywki męskich drużyn siatkarskich organizuje Amatorska Liga Siatkówki w Kłobucku. Rozgrywki w piłce siatkowej kobiet, wśród drużyn w mieście i miejscowościach powiatu kłobuckiego prowadzi Kobieca Amatorska Liga Siatkowa Kłobuck.

### Taekwondo
Dużą popularnością w mieście cieszy się koreańska sztuka walki Taekwondo. Działa tu jeden klub prowadzący zajęcia w różnych kategoriach wiekowych: Klub Sportowy Wojownik.
Od 2008 w mieście odbywają się zawody Grand Prix Polski w Taekwondo w różnych kategoriach wiekowych, będące eliminacjami mistrzostw Polski.

### Pozostałe
Koordynatorem sportu w szkołach miasta i całego powiatu kłobuckiego jest Powiatowy Szkolny Związek Sportowy w Kłobucku. Organizuje on rozgrywki międzyszkolne w wielu dyscyplinach sportowych, w tym w tenisie stołowym, koszykówce, siatkówce, piłce nożnej, piłce ręcznej, biegach przełajowych i czwórboju lekkoatletycznym.

## Wspólnoty wyznaniowe
- Kościół rzymskokatolicki (dekanat Kłobuck)[47]:
  - parafia św. Marcina
  - parafia Najświętszego Ciała i Krwi Chrystusa
  - parafia Najświętszej Maryi Panny Fatimskiej
- Świadkowie Jehowy:
  - zbór Kłobuck-Wschód
  - zbór Kłobuck-Zachód (Sala Królestwa ul. Długa 2a)[48][49].

Przed II wojną światową dużą część ludności Kłobucka stanowili Żydzi. Obecnie jedyną pozostałością po judaistycznej wspólnocie wyznaniowej, mającą charakter religijny, jest cmentarz żydowski.

## Ochotnicza Straż Pożarna w Kłobucku
Na przestrzeni dziejów dawał się boleśnie odczuwać brak zorganizowanych i wyszkolonych ludzi do walki z ogniem oraz odpowiednich narzędzi i urządzeń gaśniczych. Dlatego też pod koniec XIX wieku z inicjatywy tutejszego zasłużonego społecznika dr Władysława Beliny-Brzosowskiego postanowiono otworzyć straż ogniową w Kłobucku. W tym czasie na terenie Królestwa Polskiego w wielu miastach powstawały jednostki ochotniczych straży ogniowych.
26 kwietnia 1898 roku odbyło się ogólne zebranie mieszkańców, w którym wzięło udział ok. 200 obywateli na którym podjęto uchwale o utworzeniu w Kłobucku Ochotniczej Straży Ogniowej, lecz dopiero 29 sierpnia 1900 r. gubernator piotrkowski zatwierdził jej utworzenie. Ochotnicza Straż Ogniowa w Kłobucku powstała jako druga z kolei po częstochowskiej. (1871r)
OSP Kłobuck rozpoczęła praktyczna działalność w maju 1901 roku i już w tymże roku interweniowała przy gaszeniu pięciu pożarów, w czasie których spłonęło 48 budynków.
W roku 1911 rozpoczęto budowę remizy, która służyła kilkadziesiąt lat. Było to miejsce różnych zebrań, przedstawień oraz innych imprez kulturalnych. W roku 1917 społeczeństwo Kłobucka ufundowało sztandar, który zachował się do dziś.
Podczas zjazdu i sprawdzianu wyszkolenia oraz sprawności bojowej Ochotniczych Straży Pożarnych w 1926 roku w Częstochowie, Kłobuccy Strażacy zdobyli 1. miejsce na 56 jednostek straży, które wzięły w nich udział. Za zwycięstwo odebrali nagrodę w postaci dwóch żelaznych beczkowozów od Prezesa Zarządu Głównego Związku Straży Pożarnych RP Pana Choromańskiego oraz kwotę 500 złoty od Państwowego Zakładu Ubezpieczeń Wzajemnych.
W okresie międzywojennym jednostka bierze udział w wielu akcjach gaszenia pożarów, wykazując duże zaangażowanie, dobre wyszkolenie i wysokie umiejętności bojowe. Utrzymywana jest głównie z dotacji Rady Miejskiej, która nie szczędzi pieniędzy na ochronę pożarniczą. W okresie tym O.S.P. Prowadzi Również działalność kulturalną. Orkiestra dęta uświetnia różne uroczystości państwowe i religijne a amatorski zespół dramatyczny, daje wiele przedstawień, które cieszą się dużą popularnością wśród mieszkańców Kłobucka oraz okolicznych miejscowości.
W czasie okupacji hitlerowskiej O.S.P zaprzestało działalności i zostało przekwalifikowane przez władze okupacyjne na służbę obowiązkową.
Dnia 5 lutego 1945 roku, 2 tygodnie po wyzwoleniu Kłobucka ukształtowały się nowe władze Ochotniczej Straży Pożarnej. Sporządzono spis inwentarza, który tuż po wybuchu II Wojny Światowej został schowany i ocalał. W spisie figuruję: motopompa o wydajności 600 litrów na minutę, drabina przystawna, 4 sikawki ręczne, beczki, bosaki, gaśnice i inny sprzęt gaśniczy. Ocalał również sztandar Strażacki zaszyty w kurtce oraz instrumenty muzyczne, które były schowane wraz ze sprzętem strażackim w drewnianych skrzyniach i zakopane przez rodzinę Józefa Sygudzińskiego.
W ten oto sposób strażacy wznawiają swoją działalność. Strażacy tak jak przed wojną organizują różne imprezy kulturalne. Działalność wznowiła również orkiestra dęta i zespół dramatyczny.
W roku 1948 zostaje zakupiony wóz bojowy, który przyczynia się do wzrostu efektywności działań straży.
W 1952 roku powstaje powiat Kłobucki, a wraz z nim Zawodowa Straż Pożarna, która przejmuje budynek, sprzęt gaśniczy oraz inne mienie należące do OSP. Ochotnicza Straż pozbawiona sprzętu zaprzestaje działań bojowych. Powoli ustaje również działalność kulturalna.
W latach 60. Zawodowa Straż Pożarna rozpoczyna budowę obiektów przy ulicy Częstochowskiej, a stare budynki zostają rozebrane. W ich miejscu wybudowano budynek administracji dla potrzeb władz powiatowych. Należy tu wspomnieć, że za przejęty sprzęt, rozebrane budynki i przejęte grunty w centrum Kłobucka, OSP nie otrzymało żadnego odszkodowania, chociaż miało to obiecane. Pomimo tego OSP nie przestaje istnieć.
Działalność strażaków ogranicza się do udziału w uroczystościach patriotyczno-religijnych i do profilaktyki przeciw pożarowej w postaci przeglądów zabezpieczeń przeciwpożarowych zabudowań gospodarczych.
Ten rodzaj działalności druhowie OSP nadal prowadzą. Są obecni ze swoim sztandarem na każdej uroczystości patriotyczno-religijnej. Rok w rok pełnią wartę przy grobie wielkanocnym. Z okazji 100-tnej rocznicy powstania w roku 2000, w uznaniu za zasługi jednostka została odznaczona Złotym Znakiem Związku.
W ostatnich latach z szeregów Kłobuckiej OSP na wieczną wartę odeszło wielu druhów. Niech odpoczywają w pokoju wiecznym. Jednak nasze szeregi nie kurczą się. Do naszej OSP wciąż wstępują nowi druhowie i druhny. Są to przeważnie ludzie młodzi. Rokuje to dobra nadzieje na przyszła działalność.
Od 2007 roku nasza jednostka bierze udział w zawodach sportowo-pożarniczych odnosząc skromne sukcesy. Dzięki zaangażowaniu władz miasta oraz Komendanta Powiatowego Panstwowej Straży Pożarnej jednostka sukcesywnie wzbogaca się o nowy sprzęt pożarniczy, w tym w szczególności należy wymienić samochód oraz motopompę.
20 kwietnia 2017 roku nasza jednostka zakupiła średni samochód ratowniczo-gaśniczy na podwoziu Renault. Został on w większości sfinansowany przez gminę Kłobuck. Pojazd wyposażony jest w autopompę o wydajności 1600 l/min. Samochodem tym do akcji może udać się kierowca, dowódca oraz 4 ratowników. Dzięki sprzętowi, który jednostka zgromadziła na przestrzeni lat, zostajemy coraz częściej dysponowani do działań ratowniczo-gaśniczych.

## Turystyka
Przez teren miasta prowadzą dwa szlaki turystyczne:
- Szlak Rezerwatów Przyrody Blachownia – Chorzew Siemkowice, prowadzący m.in. przez rezerwaty Dębowa Góra i Zamczysko[51].
- Zielony Szlak Kłobucki – szlak biegnący z Kłobucka m.in. przez wieś Mokra będącą miejscem jednej z pierwszych bitew kampanii wrześniowej 1939 – Bitwy pod Mokrą, stoczonej pomiędzy Wołyńską Brygadą Kawalerii a niemiecką 4 dywizją pancerną. Znajduje się tam monumentalny pomnik oraz Izba Pamięci poświęcona uczestnikom bitwy[52].

## Administracja

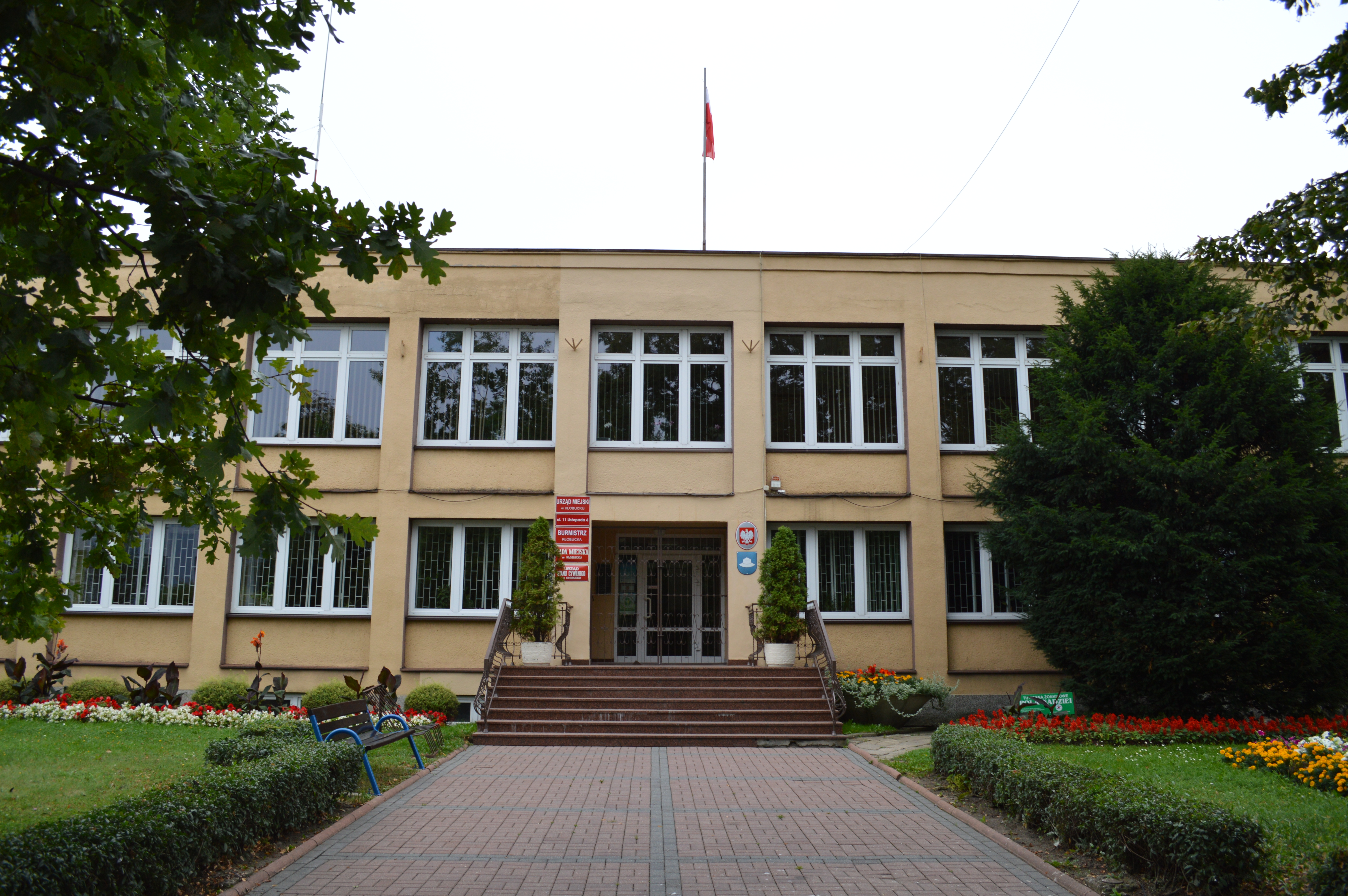
Siedziba Urzędu Miejskiego i Rady Miejskiej

### Podział administracyjny
Teren miasta Kłobuck podzielony jest na 14 jednostek pomocniczych gminy – 9 osiedli na terenach o charakterze miejskim i 5 sołectw na obszarach o charakterze wiejskim, znajdujących się w granicach miasta. Osiedla wyróżnione są numerami od 1 do 9, dodatkowo pięciu z nich nadano nazwy: Osiedle Nr 1 „Północ”, Osiedle Nr 3 „Słoneczne”, Osiedle Nr 4 „Zawada”, Osiedle Nr 8 „Stare Zagórze”, Osiedle Nr 9 „Ogrodowe”. Sołectwa wyróżnione są nazwami byłych miejscowości, włączonych w granice Kłobucka: Brody Malina, Niwa Skrzeszów, Przybyłów, Smugi i Zakrzew.
W rejestrze TERYT wyróżnionych jest 7 integralnych części miasta. Są to:
- Brody-Malina (0931684);
- Niwa-Skrzeszów (0931690);
- Osoki-Pustkowie (0931709);
- Przybyłów (0931715);
- Smugi (0931721);
- Zagórze (0931738);
- Zakrzew (0931744).

### Współpraca międzynarodowa
Miasta partnerskie:
- Štúrovo
- Mościska
- Powiat Haßberge